# 田中理恵 (声優)
田中 理恵（たなか りえ、1979年1月3日 - ）は、日本の女性声優、歌手。北海道札幌市南区出身。オフィスアネモネ所属。

## 来歴

### 生い立ち
出生時の体重は2760gであったという。
子供の時は生傷の耐えないおてんばで、勉強より外で遊ぶのが好きだった子供だった。小学校時代、学校から帰ってくると玄関にランドセルをそのままポイと置いてすぐに外に遊びに行くような、男の子のような子供だった。親には「野生児」と言われていたという。冬は室内で過ごすことはなく、冬でも学校の屋外授業が結構あり、特に楽しかったのは毎週土曜のスキーの授業で「1日勉強しないでいいからラッキー!」と感じていた。冬は他にも野鳥観察があり、ひな鳥が元気に成長しているかを観察して日記に書いたりしていた。外で自然に触れる課外授業がたくさんあり、春になれば学校の裏山に教師と山菜を観に行って写生をしたり、田植えの授業もあったという。
幼い頃におばさんに歌を教えてもらっており、『氷雨』も歌っていたという。小さい頃なりたかった職業は、スターやスチュワーデスであった。
小学生の時、図書委員会に所属していた。人に読み聞かせをするのが好きで、担任の先生が教室にやってくる前の朝の時間に、低学年の児童を相手に紙芝居を行っていた。また図書委員の活動の1つで視聴覚室を使用して紙芝居大会が行われた際、紙芝居を見た児童が喜び、先生に褒められて非常に嬉しかったことが声優を志す遠因となった。
歌、絵を描くことも好きで、デッサン教室にも通っていた。その時は大人の中に1人だけ小学生が混じって木炭を握ってひたすら描き続ける、といった感じであった。近所に芸術家が何人か住んでいたため、そういった付き合いの中で絵を描くことも自然な流れだった。しかし、当時の田中にはデッサンは難しく、林檎ひとつ上手く描けなかった。特に空間を描くのは難しく、紙が真っ黒になってしまった その教室では、毎回皆の作品を並べて先生が1人ずつ評価をしてくれたが、最年少だった田中は常に最後で、「子どもと言えども容赦しない」という感じで、いつもかなり手厳しい評価であった。しかし嫌になることはなく、きちんと評価してくれることが楽しかったという。習い事は他にも英会話教室、小学校時代から中学時代まで水泳、書道、バレエなどをしており、全て自分が好きで「やりたい」と言って始めたものばかりであった。英会話については、少し母の意向が強かったという。
中学時代は美術部に所属し、油絵を描いていた。とにかく油絵は好きで、油絵の絵の具の香りも好きであったという。ある放課後、絵を描いていたところサッカー部の男子が蹴ったボールが窓から飛び込んで来てそれが田中に当たった。驚いて反射的に立ち上がった拍子に絵が自分の側に倒れて来て、絵の具がべったりしていた。ボールを蹴った男子はかなり謝られていたが、制服についた絵の具が落ちず親には怒られるなど大変な思いをしたため、このことは凄い思い出として挙げている。
中学に進学後、あまり外で遊ばなくなり、その頃からゲームが好きになったという。ちょうどいのまたむつみの絵が好きで、本屋でいのまたがジャケットイラストを担当したドラマCD『CDシアター ドラゴンクエスト』を購入して聴いたこと、学生時代に元々芝居も好きであり、演劇部にも所属していたことが声優を志す直接的なきっかけとなった。高校2年生の時に放送されていた人気アニメを色々見たことで、職業としての声優に憧れを持つ。進路を決めなくてはいけない時期でもあったため、職業としての声優について色々調べ始めていたという。
高校時代は4つくらい部活に所属していた。高校時代に漫画研究部に所属してまんが甲子園に出場したことがあったが、その場で審査員だった同郷の島本和彦に「声優になりたい」と直訴したという。部活はかけもちがOKだったため、軽音楽部にも所属していた。その頃は「表現すること」に関して、やりたいことが多数あり、学園祭でバンドを組み、リンドバーグのコピーなどを演奏していた。バンドではヴォーカルであり、ドラム、ギター、ベースまで全員女の子だけというガールズバンドで楽しかったという。母はピアノを習わせたかったようであったが、楽器演奏には興味が持てなかったという。高校時代、専門学校のアフレコ体験入学に何回か行き、演技を初めて経験。代々木アニメーション学院札幌校であったが、そこで感じていたことは「演技は30分や1時間で学べるようなものではない」ということであった。その時に台詞ひとつ言うだけでも画に当てるのが精一杯であったという。担任の教師に進路を聞かれて、「声優になりたいんです」と答えていたが、当時は職業としての声優が世間的に認知されていなかったこともあり、教師には「スーパーマーケットの西友に勤めるのでしょうか?」と言われてしまったという。
高校卒業直前に、大学進学を断念して、声優になるために上京することを決心。その時にひとり娘ということもあり、両親を説得するのに大変であったという。両親は、「その職業に就いて、ちゃんとお金を稼いでいけるか?」と声優の道に進むことに猛反対しており、それまで家系で芸能関係に進んだ人物はおらず、高校卒業後は地元の大学に進学するものと親は信じていたことから、勘当寸前の状態だったという。それで、「専門学校の授業料も自分で稼がないといけないなあ」と思い、玩具店で商品ラッピングのアルバイトをしていた。両親は、最後には「そこまで言うのなら応援しましょう」と言ってくれて、「声優を目指すなら東京に行かないと仕事の機会がない」と思ったことから上京したという。しかし「1年間学んで、何の仕事もなかったら帰ってきなさい」、「1年間だけ猶予をあげるから、頑張ってみなさい」とも言われたという。

### キャリア
1997年、高校卒業後に上京、代々木アニメーション学院声優科に入学する。読み聞かせや子供の世話が非常に好きだったため、保育士になることも大きな夢で、進学して保育士になるか、それとも声優になるかで迷っていたが、「ひとつの世界に止まらず、より大きな世界で子供たちに声を届けたい」との思いから後者を選択した。専門学校時代は寮の近くの焼き鳥屋、駅地下のブティックの2ヶ所でアルバイトをしていた。いつオーディションが入るかわからず、オーディションを優先したかったため週1回ずつぐらいのアルバイトだったが、貯めたお金でオーディションに着ていく洋服を買ったりしていた。その後はゲームも買っており、2011年時点では「好きなゲームに自分の声をアテル仕事ができて本当に幸せだ」と思っている。自分でゲームをしていると、仕事でも「ああ、ここでこの台詞が入るんだな」と感覚的にわかり、「全くプレイしない人よりは、ずっとやりやすいんじゃないか」と思っている。既に出演しているゲームの続編の仕事をもらったりすると、前のゲームを実際にしてシステムもわかっていることから、もうなんとなくイメージでき、「出させていただいて栄光です!」と思いながら仕事している。在学中にメディアワークス&サイトロンのヴォーカルオーディションでグランプリを獲得。『悠久幻想曲 2nd Album』にてPS版オープニングテーマ「永遠の親友」を歌い、芸能界デビューとなった。このため、歌手としてのデビューの方が声優デビューより早い。その時に「主題歌?私が本当に歌っていいんですか?」という感じであったという。しかし両親はいつもどおりの反応であったという。また、同時期に『宮村優子の直球で行こう!』などのラジオ番組のアシスタントをしたり、劇場版アニメ『るろうに剣心 -明治剣客浪漫譚- 維新志士への鎮魂歌』に端役で参加している。在学中からの実績を残せたため、このまま声優の仕事を続けていくことを親に認めてもらえたという。事務所に所属してのデビューは1999年、『デュアル!ぱられルンルン物語』におけるヒロインの1人・真田三月役。初めの頃のアフレコで野沢雅子と緒方賢一に助けてもらっており、丁寧に演技の指導をしてくれてとても感謝しているという。
マネジメント上の都合で長年所属していたドラマチック・デパートメントから、2008年4月1日付けでリトリートへ移籍。2019年3月1日よりオフィスアネモネに所属。
声優業の傍ら音楽活動も行い、作品によってはキャラクターソングを歌う他、個人名義でシングルを出すこともある。

### 年譜
1997年（平成9年）
- 札幌第一高等学校卒業後、上京して代々木アニメーション学院声優科に入学。
- 12月20日 - 劇場版アニメ『るろうに剣心 -明治剣客浪漫譚- 維新志士への鎮魂歌』に無名の少女役で声優活動を開始[9][10][21]。

1998年（平成10年）
- 3月26日 - 在学中に「メディアワークス&サイトロンのヴォーカルオーディション」でグランプリを獲得してプレイステーション用ソフト『悠久幻想曲 2nd Album』のオープニングテーマ「永遠の親友」を担当し、歌手デビューを果たす[10][21]。
- 代々木アニメーション学院卒業後、ドラマチック・デパートメントに所属[12]。

1999年（平成11年）
- 4月 - テレビアニメ『デュアル!ぱられルンルン物語』に登場するヒロインの一人「真田三月」役でプロの声優としてデビューを果たす[18][19][21]。
- 8月21 - SME Visual Worksより企画アルバム『Club Rie-Rie #1』が発売され、CDデビューを果たす。
- 10月 - テレビアニメ『鋼鉄天使くるみ』の副主人公の一人「サキ」役を担当。

2000年（平成12年）
- 10月 - ラジオ番組『美佳子の非難GO!GO!』で初めてラジオの司会を務める。

2001年（平成13年）
- 2月7日 - ファーストアルバム『garnet』を発売。
- 7月28日 - 渋谷公会堂にて開催された文化放送A&Gゾーン50周年記念イベント『DREAM POWER 2001』に出演。
- 9月1日 - 銀座ソニービルにてトーク&ライブイベント「La festa di Rie」を開催[23]。
- 11月11日 - 立命館大学にてライブイベント「田中理恵ライブイベント in 立命館 〜Rie2 complex〜」を開催[24]。

2002年（平成14年）
- 4月 - テレビアニメ『ちょびっツ』で「ちぃ」役を担当し、初のメインヒロイン役を務める。
- 5月22日 - ビクターエンタテインメントに移籍し、1枚目のシングル「Raison d'être」を発売。テレビアニメ『ちょびっツ』のエンディングテーマに起用された。
- 8月25日 - 2枚目のシングル「ニンギョヒメ」を発売。
- 9月15日 - 恵比寿・SPAZIO2にてシークレットライブを開催し、その模様はインターネットで生中継された[25]。
- 10月 - テレビアニメ『機動戦士ガンダムSEED』の「ラクス・クライン」役を担当し、大きな注目を浴び、知名度を飛躍的に高めた[21]。

2003年（平成15年）
- 1月3日 - 24歳の誕生日当日に2作目のオリジナルアルバム『24 wishes』を発売。
- 2月11日 - 町屋ムーブホールにてアルバム『24 wishes』の発売を記念してシークレットライブを開催。
- 7月 - 公式ファンクラブ「Cafe de Rie」を発足。
- 9月10日 - 1枚目のミニ・アルバム『Chara de Rie』を発売。
- 9月14日 - 東京・草月ホールにて初のワンマンライブ『田中理恵 1st Live 2003 「Live de Rie」』を開催。
- 12月27日 - 国立代々木競技場第一体育館にて開催されたライブイベント『機動戦士ガンダムSEED FESTIVAL〜LINK この時代の中で〜』に出演。

2004年（平成16年）
- 8月8日 - Shibuya O-WESTにてファンクラブ限定イベント「Cafe de Rie Summer Special Live&Party2004」を開催。
- 10月 - テレビアニメ『機動戦士ガンダムSEED DESTINY』で「ラクス・クライン」、「ミーア・キャンベル」の2役を同時に担当[21]。同月、テレビアニメ『ローゼンメイデン』の「水銀燈」役を担当し、最も人気のあるキャラクターのひとつとなった[26][27]。

2005年（平成17年）
- 4月 - 舞台『コトブキ!』にて初主演を果たす。

2006年（平成18年）
- 10月 - フジテレビ系アニメ『働きマン』の松方弘子役で初の主役を務める[28]。
- 12月 - オンラインゲーム『マビノギ』のTV-CMソング「Eternal」を担当[29]。

2008年（平成20年）
- 1月27日 - 田町・Studio Cube 326にて10周年記念ライブ『10th Anniversary Tanaka Rie Birthday Live』を開催。
- 4月1日 - 業務改変に伴い所属事務所をリトリートへ移籍。
- 4月12日 - 開催された『マビノギ3周年記念オフラインイベント』に出演[30]。
- 9月27日 - ニューヨーク・ジェイコブ・ジャヴィッツ・コンベンション・センターにて開催されたイベント『New York Anime Festival 2008』に出演[31]。

2009年（平成21年）
- 5月28日 - 初の写真集『彩リエ』を発売[32]。
- 7月19日 - 沖縄市・コザ・ミュージックタウンにて開催されたイベント『アニベンチャー6』に出演[33]。

2010年（平成22年）
- 10月6日 - 『彩リエ』シリーズ第2弾となる写真集『彩リエ2ndだよっ!!〜in Guam〜』を発売[34]。
- 10月20日 - WAVE MASTERより3作目のオリジナルアルバム『ココロ』を発売。
- 11月6日 - LIQUIDROOMにてライブ『Live de Rie 2010 〜from the HEART〜』を開催[35]。

2011年（平成23年）
- 2月13日 - 愛知国際児童年記念館にて開催されたイベント『愛知ポップカルチャーフェスタinモリコロパーク』に出演[36]。
- 9月24日 - 東京・味の素スタジアムにて開催されたイベント『CLAMP FESTIVAL 2011 TOKYO』に出演[37]。

2012年（平成24年）
- 6月 - 公式ファンクラブ「Cafe de Rie」を解散。

2013年（平成25年）
- 2月14日 - 『彩リエ』シリーズ第3弾にしてファイナルとなる写真集『彩リエ Final』を発売[38]。
- 6月22日 - シネマサンシャイン池袋で開催された『TVアニメ『超次元ゲイム ネプテューヌ』ギョウ界最速！先行上映イベント』で鈍器を持った男が乱入し、逃げる際に階段を踏み外して転倒して膝などに打撲を負った。幸いケガは大事には至らなかったものの、精神的に大きな痛手を負ってしまい、その直後にTwitterを休止することを発表した[39]。

2015年（平成27年）
- 8月26日 - 約2年2か月にぶりにTwitterを再開した[39]。

2019年（平成31年）
- 3月1日 - リトリートを退所し、オフィスアネモネに所属[40]。
- 4月26日 - 番組名「田中理恵の姐さんTV」でYoutuber活動を行うことが発表された[41]。
- 12月23日 - 写真集『美彩』を発売[42]。

2021年（令和3年）
- 2月21日 - オンラインライブ『声優紅白サンライズ ONLINE LIVE』に出演[43]。

2022年（令和4年）
- 1月4日 - 東京ガーデンシアターにて開催された『声優紅白歌合戦2022』に出演[44]。
- 1月7日 - スウェーデン出身ミュージシャンの2人組・Patrik Leonheart、Simon Andanteとの音楽ユニット「Uz:ME」を結成したことが発表された。本人がボーカルを担当[45]。
- 2月25日 - Uz:MEとしてデビューシングルとなる「SEARCHLIGHT」を配信限定で発売。
- 6月24 - 写真集『お気に召すまま』を発売[46]。

2023年（令和5年）
- 11月19日 - 東京・文京シビックホールにて開催されたイベント『機動戦士ガンダムSEED FESTIVAL 〜CONNECT あの時代を超えて〜』に出演[47]。

## 人物・エピソード
趣味は映画、音楽鑑賞、ゲーム、家庭菜園、旅行。特技は松任谷由実の物真似。
学生時代で得意な科目は沢山あり、苦手な科目は数学を挙げている。
尊敬する声優は仕事を一緒にするたびに増えていくため、沢山いると語る。
好きなアーティストは新居昭乃を挙げている。好きな作家は星新一を挙げている。
好きな映画は『ショーシャンクの空に』、『キューティ・ブロンド』、『ノッティングヒルの恋人』を挙げている。
好きな言葉（座右の銘）は「めげない逃げない諦めない」。
ソニー・ミュージックエンタテインメント（Sony Music）が運営していたブロードバンドサイト「MORRICH」内にて、子会社のSMEビジュアルワークス（現・アニプレックス）紹介番組で、ナビゲーターを務めていた。また、Sony Musicグループの芸能事務所ミュージックレイン・第1回スーパー声優オーディション」では審査員を務めた。
一人っ子である。

### 特色
2011年時点では年齢に応じた役があり幅広い役を演じ分けられるようになりたいという。2011年時点の役柄としては、ストイックなキレキャラが多く、現場の監督もファンからも、「以前のアイドルキャラより今のほうが合っているのではないか」という声もあった。その反対に「もうちょっと清楚な可愛らしい役をやってほしい」という意見もくれて田中自身は「どちらもチャンスがあればチャレンジしていきたい」と語る。
転機となった作品は『あずまんが大王』の水原暦役、『宇宙のステルヴィア』の栢山晶役、『ローゼンメイデン』の水銀燈役などがあり、このあたりから、かわいらしい役以外のもが多くなっていった。こうした役がすんなり演じられたのは、一緒にさせてくれた先輩を観察、勉強させてくれたこと、様々なジャンルの作品を観ていたことが大きいと語る。
声優になってみてから「勉強しなくては」と思ったことは早口で、レッスンで習うことになったという。
オーディションはたくさん受けてたくさん落ちており、自分なりの演じ方、監督の意見、見る側の意見がそれぞれ異なり、「いい」と言ってくれる人物もいれば、「合ってないんじゃない?」と言われることもあり、「どれもきちんと受け止めてやっていきたい」と語る。しかし最初は落ち込むことも多く、2011年時点ではブログでも厳しい意見が来ることもあり、「すべて受け止めつつ次に備えて頑張ろう」という気持ちでいないと精神的に持たないと語る。オーディションに落ちると凹み、自分が好きな作品だったりすると、悲しいという。凹んだ時に持ち直すコツとしては、「落ちてしまったらスッパリ忘れること」であるといい、「自分にはご縁がなかったんだな」とあまり思い詰めても仕方なく、その気持ちを引きずったままで次のオーディションに臨んだりしたら本来転倒であるという。しかし相当好きだったものに関しては少し引きずってしまうという。
新人の頃は「自分は、大丈夫なのかな」など、後ろ向きな考え方をしてしまうタイプだったことから引きずっていた。しかし「それじゃいけないし、いつか自分にもチャンスが巡ってくることを信じてやらないと、すべてがどんどん別の方向に向かって行ってしまう」とひたすらチャンスを信じて頑張ってきたという。オーディション時は、それなりに作り込んで臨むタイプだが、ダメ出しを受けて何テイクも録るような時に「このぐらいしかできなんだな」とジャッジされるのは寂しいため、その場で色々な対応できる余白部分は残しておくように気をつけている。2011年時点では声優の仕事も10年以上になるため、声質など芝居の感じを把握している音響監督から「今回はオーディションの役ではなくてこっちの役で来てください」といった指名を受けることも多くなり、「ありがたい事だ」と語っている。
新人の時は「とにかく周囲に失礼のないように」ということばかり気にしていた。2011年時点では年齢を重ねてきたこともあり、緊張のしかたが以前と違ってきて、本番では特にノイズを出さないように気をつけている。リハーサルでは忘れていたが、本番になり、「急にお腹が鳴ってしまったらどうしよう」など意識すればするほど緊張してしまうという。衣擦れのノイズなど、高性能のマイクは僅かな音まで全部拾ってしまうことから、ノイズにはナーバスになってしまうという。スタジオ内は機材の熱を下げるために温度を低く設定しているため、寒くて喉が閉まってしてしまったり鼻が詰まったりすることもあり、それが心配のため、暑い日でも常に長袖の服を1枚持ち歩くようにしているという。
一迅社発行のコミックス『噂屋』1巻の帯文を担当しており、同コミックスの第4話では、田中をモデルとしたキャラクター・田中リエが登場している。『ハヤテのごとく!』第49話では「マリア十七歳の執事通信」の題字も担当している。
自身が声を演じたキャラクターのコスプレ（『ローゼンメイデン』の水銀燈など）をしてイベントに参加したり、その姿で歌う機会も多い。『鋼鉄天使くるみ』のサキのコスプレをしているポスターが雑誌の付録になったこともある。また、『少年サンデー 公式ガイド「ハヤテのごとく!」』では、記念に作られたマリアの衣装を着て、原作者・畑健二郎、監督・川口敬一郎と対談した（同誌には衣装の型と作り方も記載されている）。『声優アニメディア』に連載中のコラムでは、毎回紹介する映画をイメージさせるコスチュームの写真を掲載している。また、そのコラムの別ショットなどに撮りおろしを加えた写真集、トレーディングカード、2010年版カレンダーが発売された。
『ファイナルファンタジーXIV: 新生エオルゼア』ではカヌ・エ・センナ役と嵐神ガルーダ役の二役を担当しているが田中自身が『旧FF14』からのプレイヤーであり、収録の際もキャラクターの生い立ちについての説明などは一切不要だったという。『新生FF14』になってからも相当にやり込んでいる様子（本人曰く「生活の一部」）で、2周年記念の生放送ではゲーム内で手に入るコスチュームを実際に自作して出演していた。
基本的に人前で歌うことは好きだが、なかなか歌詞が覚えられず、ライブの前には何度も何度も曲を聞いて練習しないといけないという。ライブでも緊張で吐きそうになるという。その点、水樹奈々を尊敬しており、水樹のようになりたいと語る。

### 交友・対人関係
2010年頃から佐藤利奈、畑健二郎など、Twitter仲間を積極的に増やしていた。しかし、2013年6月22日に起きたアニメ『超次元ゲイム ネプテューヌ』先行上映イベントでの襲撃事件を機に、Twitterでの活動を休止した。
2012年6月17日、声優の山寺宏一と結婚したことをブログにて発表。またその後、自身のオフィシャルファンクラブ「Cafe de Rie」を解散。2016年に放送された『斉木楠雄のΨ難』で楠雄の母方の両親役で山寺と夫婦共演する。2018年8月3日、Twitterにて7月に山寺と離婚したことを発表。

## 出演
太字はメインキャラクター。

### テレビアニメ
1998年
- どっきりドクター（秋子）

1999年
- 鋼鉄天使くるみ（1999年 - 2001年、サキ / サキ2式） - 2シリーズ
- こちら葛飾区亀有公園前派出所（1999年 - 2000年、同級生、幼稚園教諭、えらぶ島の隣島の女の子、フローラ姫）
- 神八剣伝（ユーミ、リョウの母、ルーティの母）
- デュアル!ぱられルンルン物語（真田三月）
- ワイルドアームズ トワイライトヴェノム（マチューラ）

2000年
- キョロちゃん（2000年 - 2001年、マユちゃん）
- グラビテーション（宇佐美綾加）
- GTO（藤田茜）
- マイアミ☆ガンズ（科研娘）
- 名探偵コナン（2000年 - 2024年、野田夢美、三池苗子）

2001年
- おとぎストーリー 天使のしっぽ（2001年 - 2003年、キンギョのラン） - 2シリーズ
- 破壊魔定光（神代やよい）
- 花右京メイド隊（2001年 - 2004年、マリエル） - 2シリーズ

2002年
- あずまんが大王（水原暦）
- 機動戦士ガンダムSEED（2002年 - 2005年、ラクス・クライン、ミーア・キャンベル） - 2シリーズ
- ちょびっツ（ちぃ、フレイヤ）
- .hack//SIGN（モルガナ）
- 円盤皇女ワるきゅーレ（2002年 - 2003年、真田さん） - 2シリーズ
- りぜるまいん（八千草響子）

2003年
- あたしンち（2003年 - 2016年、春山） - 2シリーズ
- 宇宙のステルヴィア（栢山晶）
- D・N・ANGEL（永遠の標）
- フルメタル・パニック?ふもっふ（美樹原蓮）

2004年
- BURN-UP SCRAMBLE（多摩川祭）
- それいけ!アンパンマン（2004年 - 2007年、わらびちゃん、スケールちゃん）
- 爆裂天使（セイ）
- 遊☆戯☆王デュエルモンスターズ（ヴィヴィアン・ウォン、スピーカーの声）
- リングにかけろ1（2004年 - 2011年、高嶺菊） - 4シリーズ
- ローゼンメイデン（2004年 - 2013年、水銀燈） - 3シリーズ + 特別編

2005年
- 地獄少女（2005年 - 2017年、沢井茜、cheppo） - 2シリーズ
- ふたりはプリキュア Max Heart（2005年 - 2006年、九条ひかり / シャイニールミナス）
- 舞-乙HiME（トモエ・マルグリット、フィア・グロス）

2006年
- エア・ギア（シムカ）
- 家庭教師ヒットマンREBORN!（ビアンキ、ヒバード、瓜）
- ザ・サード 〜蒼い瞳の少女〜（フィラ・マリーク）
- 少年陰陽師（天一）
- 奏光のストレイン（イザベラ、メアリー）
- 西の善き魔女 Astraea Testament（レアンドラ・チェバイアット）
- 働きマン（松方弘子）
- ポケットモンスター アドバンスジェネレーション（サオリ）
- RAY THE ANIMATION（佳織）
- RED GARDEN（ルーラ）

2007年
- 蒼天の拳（ソフィー）
- ハヤテのごとく!（2007年 - 2013年、マリア） - 4シリーズ
- ひぐらしのなく頃に解（女〈野村 / 郭公〉）
- MOONLIGHT MILE（池内理代子） - 2シリーズ
- モノノ怪「座敷童子」（志乃）
- キミキス pure rouge（2007年 - 2008年、二見瑛理子）

2008年
- レンタルマギカ（葛城桔梗）
- あかね色に染まる坂（椎名観月）
- アリソンとリリア（エリシア・ラウリー）
- 君が主で執事が俺で（九鬼揚羽）
- ストライクウィッチーズ（2008年 - 2020年、ミーナ・ディートリンデ・ヴィルケ） - 3シリーズ
- 図書館戦争（折口マキ）
- とらドラ!（恋ヶ窪ゆり）
- ドルアーガの塔 〜the Aegis of URUK〜（イシター、ナレーション）
- ポケットモンスター ダイヤモンド&パール（2008年 - 2009年、マーズ）
- マクロスF（モニカ・ラング、サラ〈ミランダ・メリン〉）
- Mnemosyne-ムネモシュネの娘たち-（山之辺沙耶羅）
- ユメミル、アニメ「onちゃん」（2008年 - 2011年、onちゃん、yuママ） - 2シリーズ
- 夜桜四重奏（2008年 - 2013年、マリアベル） - 2シリーズ
- 湾岸ミッドナイト（大田リカコ）

2009年
- アスラクライン（黒崎朱浬、黒崎紫浬） - 2シリーズ
- アラド戦記〜スラップアップパーティー〜（ヒリア）
- CANAAN（リャン・チー、バーの店員）
- クイーンズブレイド 玉座を継ぐ者（ニクス）
- 宇宙をかける少女（クサンチッペ、補導員、アナウンス）
- ティアーズ・トゥ・ティアラ（オクタヴィア）
- ドラえもん（テレビ朝日版第2期）（ソフィア）
- 初恋限定。（山本岬）

2010年
- 荒川アンダー ザ ブリッジ（島崎） - 2シリーズ
- クレヨンしんちゃん（矢瀬間紹子）
- えむえむっ!（鬼瓦みちる）
- 侵略!イカ娘（2010年 - 2011年、相沢千鶴） - 2シリーズ

2011年
- C3 -シーキューブ-（アリス・ビブオーリオ・バスクリッハ）
- 猫神やおよろず（天照大神）
- マケン姫っ!（ミディア・デミトラ）
- 境界線上のホライゾン（2011年 - 2012年、フアナ） - 2シリーズ

2012年
- アクエリオンEVOL（アリシア）
- ガールズ&パンツァー（西住まほ）
- 銀河へキックオフ!!（杏子）
- 超速変形ジャイロゼッター（赤名ルイ〈累〉、鈴川カエデ）
- トータル・イクリプス（シャロン・エイム）
- 松本零士「オズマ」（マヤ）
- 輪廻のラグランジェ（渡部えり） - 2シリーズ

2013年
- RDG レッドデータガール（姫神）
- 宇宙戦艦ヤマト2199（山本玲） - 2012年劇場先行公開
- 超次元ゲイム ネプテューヌ THE ANIMATION（ネプテューヌ / パープルハート）

2014年
- ハピネスチャージプリキュア!（シャイニールミナス）

2015年
- 機動戦士ガンダム 鉄血のオルフェンズ（2015年 - 2017年、メリビット・ステープルトン） - 2シリーズ

2016年
- 斉木楠雄のΨ難（2016年 - 2018年、斉木久美） - 2シリーズ

2017年
- GRANBLUE FANTASY The Animation（2017年 - 2019年、ロゼッタ） - 2シリーズ

2018年
- ハイスクールD×D HERO（エルシャ）
- HUGっと!プリキュア（九条ひかり / シャイニールミナス）
- 転生したらスライムだった件（2018年 - 2024年、トレイニー） - 4シリーズ

2019年
- ストライクウィッチーズ 501部隊発進しますっ!（2019年 - 2021年、ミーナ・ディートリンデ・ヴィルケ） - 2シリーズ
- 真夜中のオカルト公務員（蒲田佐智子）
- コップクラフト（ゾーイ）
- Dr.STONE（2019年 - 2023年、ダリヤ・ニキーチナ） - 2シリーズ

2020年
- アルテ（ソフィア）
- 戦乙女の食卓（2020年 - 2021年、無量塔姫子） - 2シリーズ
- ぐらぶるっ!（ロゼッタ）

2021年
- IDOLY PRIDE（姫野霧子）
- ひぐらしのなく頃に業（野村）
- 無職転生 〜異世界行ったら本気だす〜（2021年 - 2024年、エリナリーゼ・ドラゴンロード） - 4シリーズ
- 転生したらスライムだった件 転スラ日記（トレイニー）
- 出会って5秒でバトル（美奈子）
- プラチナエンド（2021年 - 2022年、六階堂あや）

2022年
- 名探偵コナン 本庁の刑事恋物語〜結婚前夜〜（三池苗子）

2023年
- レヱル・ロマネスク2（かにこ）
- キボウノチカラ〜オトナプリキュア'23〜（九条ひかり / シャイニールミナス）

2025年
- 勘違いの工房主〜英雄パーティの元雑用係が、実は戦闘以外がSSSランクだったというよくある話〜（オフィリア）

### 劇場アニメ
1990年代
- るろうに剣心 -明治剣客浪漫譚- 維新志士への鎮魂歌（1997年、少女）
- ホーホケキョ となりの山田くん（1999年）

2000年代
- あずまんが大王 THE ANIMATION（2001年、水原暦）
- 映画 あたしンち（2003年、春山ふぶき）
- 映画 プリキュアシリーズ（2005年 - 2018年、九条ひかり / シャイニールミナス） - 8作品
- 劇場版 空の境界 第一章 俯瞰風景 / 劇場版 空の境界 第四章 伽藍の洞（2007年 - 2008年、巫条霧絵） - 2作品
- 劇場版 マクロスF 虚空歌姫〜イツワリノウタヒメ〜（モニカ・ラング）

2010年代
- イヴの時間 劇場版（2010年、サミィ）
- 映画ドラえもん のび太の人魚大海戦（2010年、ソフィア）
- 劇場版 ハヤテのごとく! HEAVEN IS A PLACE ON EARTH（2011年、マリア）
- 劇場版 マクロスF 恋離飛翼〜サヨナラノツバサ〜（2011年、モニカ・ラング）
- ストライクウィッチーズ 劇場版（2012年、ミーナ・ディートリンデ・ヴィルケ）
- 図書館戦争 革命のつばさ（2012年、折口マキ）
- PERSONA3 THE MOVIE #1 Spring of Birth（2013年、桐条美鶴）
- ルパン三世VS名探偵コナン THE MOVIE（2013年、三池苗子）
- 宇宙戦艦ヤマト2199 星巡る方舟（2014年、山本玲）
- PERSONA3 THE MOVIE #2 Midsummer Knight's Dream（2014年、桐条美鶴）
- ガールズ&パンツァー 劇場版（2015年、西住まほ）
- PERSONA3 THE MOVIE #3 Falling Down（2015年、桐条美鶴）
- PERSONA3 THE MOVIE #4 Winter of Rebirth（2016年、桐条美鶴）
- ガールズ&パンツァー 最終章（2017年〜全6話予定、西住まほ)
- ストライクウィッチーズ 劇場版 501部隊発進しますっ！（2019年、ミーナ・ディートリンデ・ヴィルケ）

2020年代
- 宇宙戦艦ヤマト2205 新たなる旅立ち（2021年、山本玲）
- 名探偵コナン ハロウィンの花嫁（2022年、三池苗子）
- 劇場版 転生したらスライムだった件 紅蓮の絆編（2022年、トレイニー）
- らくだい魔女 フウカと闇の魔女（2023年、レイア）
- 機動戦士ガンダムSEED FREEDOM（2024年、ラクス・クライン）

### OVA
2000年
- 鋼鉄天使くるみ（2000年 - 2001年、サキ） - 2シリーズ
- AMON デビルマン黙示録（ミーコ）
- GRANDEEK〜外伝〜（ルチア）

2001年
- DVDシングルアニメーション 花右京メイド隊（マリエル）

2003年
- 円盤皇女ワるきゅーレ（2003年 - 2006年、真田さん） - 3作品

2004年
- 一撃殺虫!!ホイホイさん（コンバットさん）※同作漫画の単行本初回限定版に同梱
- テイルズ オブ ファンタジア THE ANIMATION（マーテル）

2005年
- リバースムーン ディバージェンス（ライカ・ユズルギ）

2006年
- 舞-乙HiME Zwei（トモエ・マルグリット）

2007年
- ガンダムSEED / SEED DESTINY ファンディスク（ラクス・クライン）
- ストライクウィッチーズ（ミーナ・ディートリンデ・ヴィルケ）
- デッドガールズ（おばさん）

2009年
- あかね色に染まる坂 ハードコア（椎名観月）
- 家庭教師ヒットマンREBORN! ジャンプスーパーアニメツアー2009 ボンゴレ式修学旅行、来る! THE COMPLETE MEMORIAL（ビアンキ）
- ハヤテのごとく!（2009年 - 2014年、マリア） - 『ハヤテのごとく!! アツがナツいぜ 水着編!』、単行本第41 - 43巻特別版付属OVA

2010年
- クイーンズブレイド 美しき闘士たち「愛惜!アレイン千年の別れ」（ニクス）
- 夜桜四重奏 〜ホシノウミ〜（マリアベル）

2011年
- ひぐらしのなく頃にシリーズ（2011年 - 2013年、野村） - 2シリーズ

2012年
- 侵略!!イカ娘（2012年 - 2014年、相沢千鶴） - 3作品
- 輪廻のラグランジェ（2012年 - 2014年、渡部えり） - 2シリーズ

2014年
- ストライクウィッチーズ Operation Victory Arrow vol.1 サン・トロンの雷鳴 / vol.3 アルンヘムの橋（2014年 - 2015年、ミーナ・ディートリンデ・ヴィルケ）
- 超次元ゲイム ネプテューヌ THE ANIMATION #13（ネプテューヌ / パープルハート） - Blu-ray/DVD第7巻に収録

2017年
- 宇宙戦艦ヤマト2202 愛の戦士たち（山本玲）
- ガールズ&パンツァー 最終章（2017年 - 2021年、西住まほ）

2019年
- OVA 超次元ゲイム ネプテューヌ（2019年 - 2022年、ネプテューヌ / パープルハート / リトルパープル、次元の旅人ネプテューヌ、ネプテューヌGT） - 3シリーズ
- 転生したらスライムだった件 OAD（トレイニー） - 漫画版第13巻限定版付属

2020年
- ストライク・ザ・ブラッド IV（真賀斎禍子）
- 天地無用！魎皇鬼（第伍期）（美希・シュタインベック）

2021年
- ド級編隊エグゼロス（サイミン蟲）

2023年
- 天地無用! GXP パラダイス始動編（美希・シュタインベック）

#### 同人アニメ
- 夢想夏郷〜A Summer Day's Dream〜（2008年、十六夜咲夜）
- 絶対純白♡魔法少女（2012年、鈴原美紗）

### Webアニメ
2000年代
- サイキックアカデミー煌羅万象（2002年、織奈）
- イヴの時間（2008年、サミィ）

2010年代
- こぴはん（2011年、鬼藤蛍）
- モンスターストライク（2017年、ワルプルギス） - 2シリーズ

2020年代
- ゼノンザード THE ANIMATION（2020年、マネージャー）
- サクラ革命 〜華咲く乙女たち〜 スペシャルアニメ（2020年、咲良なでしこ）
- 終末のワルキューレ（2021年 - 2023年、アフロディテ） - 2シリーズ
- ポケットモンスター 神とよばれし アルセウス（2022年、マーズ）
- ブルーアーカイブ 1.5周年記念ショートアニメーション（2022年、水羽ミモリ）
- 崩壊:スターレイル ショートアニメ（2023年、姫子）
- あたしンちNEXT（2024年、春山）
- 新星ギャルバース（2025年、ウノ）

### ゲーム
1999年
- ELEMENTAL GIMMICK GEAR（サイコマザー）

2000年
- 聖ルミナス女学院（加藤美穂子）

2001年
- RASETSU 羅刹 / RASETSU Xan 羅刹・斬（2001年 - 2002年、セラ） - 2作品

2002年
- あずまんがドンジャラ大王（水原暦）
- あずまんが大王パズルボブル（水原暦）
- SHINE〜言葉を紡いで〜（市川未央）
- ちょびっツ（2002年 - 2003年、ちぃ） - 3作品
- ビストロ・きゅーぴっと（スノー・ブルーフラワー）
- ロックマンゼロ（シエル）

2003年
- あずまんが大王アドバンス（水原暦）
- 一撃殺虫!!ホイホイさん（コンバットさん）
- おとぎストーリー 天使のしっぽ（キンギョのラン）
- 機動戦士ガンダムSEED（ラクス・クライン）
- D・N・ANGEL TV Animation Series〜紅の翼〜（永遠の標）
- ロックマンゼロ2（シエル）

2004年
- 宇宙のステルヴィア（栢山晶）
- SDガンダム GGENERATION（2004年 - 2025年、ラクス・クライン、ミーア・キャンベル、メリビット・ステープルトン） - 8作品
- 機動戦士ガンダムSEED 終わらない明日へ（ラクス・クライン）
- フリフオンライン（フラリスの5姉妹NPCシスターファイブ）
- マグナカルタ（イレイン・クレイン）
- ロックマンゼロ3（シエル）

2005年
- 機動戦士ガンダムSEED 連合vs.Z.A.F.T.（2005年 - 2007年、ラクス・クライン） - 2作品
- 機動戦士ガンダムSEED DESTINY GENERATION of C.E.（ラクス・クライン、ミーア・キャンベル）
- サモンナイトエクステーゼ 夜明けの翼（リニア）
- サモンナイト クラフトソード物語 〜はじまりの石〜（ミューノ）
- 第3次スーパーロボット大戦α 終焉の銀河へ（ラクス・クライン）
- NAMCO x CAPCOM（カイ、シルフィー）
- ふたりはプリキュア MaxHearts DANZEN! DSでプリキュア 力を合わせて大バトル!!（シャイニールミナス）
- ふたりはプリキュア MaxHeart マジ?マジ!?ファイト de INじゃない（シャイニールミナス）
- ブルーフロウ（クロウディア・スール、クララ・ゲーレン、カナ）
- リバースムーン（ライカ・ユズルギ）
- Rune Princess（フロランス・ジェモニーナ）
- ロックマンゼロ4（シエル）

2006年
- 機動戦士ガンダムSEED DESTINY 連合vs.Z.A.F.T.II（ラクス・クライン、ミーア・キャンベル）
- キミキス（二見瑛理子、二見瑛理子のママ）
- グラナド・エスパダ（ウォーロック女）
- テイルズ オブ ファンタジア -フルボイスエディション-（マーテル）
- ファンタシースターユニバース（カレン・エラ）
- ペルソナ3（2006年 - 2024年、桐条美鶴） - 5作品
- 舞-乙HiME 乙女舞闘史!!（トモエ・マルグリット）
- ローゼンメイデン（2006年 - 2014年、水銀燈） - 3作品

2007年
- アイドル雀士スーチーパイIV（神子守桜子）
- 家庭教師ヒットマンREBORN!（2007年 - 2010年、ビアンキ） - 10作品
- 少年陰陽師 翼よいま、天へ還れ（天一）
- スーパーロボット大戦Scramble Commander the 2nd（ラクス・クライン）
- ディアーリオ リバース ムーン レジェンド（ライカ・ユズルギ）
- ハヤテのごとく! ボクがロミオでロミオがボクで（マリア）
- ひぐらしのなく頃に祭 カケラ遊び（野村 / 郭公）
- ファンタシースターユニバース イルミナスの野望（カレン・エラ）
- みんなのGOLF 5（ユミン）

2008年
- あかね色に染まる坂 ぱられる / ぽーたぶる（2008年 - 2009年、椎名観月） - 2作品
- Yes!プリキュア5 Go Go! 全員しゅーGo! ドリームフェスティバル（シャイニールミナス）
- ガンダム無双2（ラクス・クライン）
- 君が主で執事が俺で お仕え日記（2008年 - 2012年、九鬼揚羽） - 2作品
- 吸血奇譚 ムーンタイズ（福地美土里）
- ゲットアンプド2（ジョロンド）
- コズミックブレイク（アイシー）
- スーパーロボット大戦Z（ラクス・クライン）
- 零 月蝕の仮面（灰原朔夜）
- ティアーズ・トゥ・ティアラ 花冠の大地（2008年 - 2010年、オクタヴィア） - PS3 / PSP版
- ハヤテのごとく! お嬢様プロデュース大作戦 ボク色にそまれっ!（マリア）
- ファンタシースターポータブル（ヘルガ・ノイマン、カレン・エラ）
- メモリーズオフ6 〜T-wave〜 / Next Relation（2008年 - 2009年、鈴代黎音 / 稲穂鈴） - 2作品
- ルーンファクトリー フロンティア（ドロップ）
- ルミナスアーク2 ウィル（ソフィア）

2009年
- 11eyes CrossOver（黒芝かなえ）
- エクシズ・フォルス（イレーネ・フォン・ローゼンバウム）
- エレベーターアクション デスパレード（イリーナ・イザベラ）
- クイーンズブレイド スパイラルカオス（ニクス）
- ストライクウィッチーズ（2009年 - 2016年、ミーナ・ディートリンデ・ヴィルケ） - 7作品
- セイクリッドブレイズ -SACRED BLAZE-（セルピナ）
- ティアーズ・トゥ・ティアラ外伝 -アヴァロンの謎-（2009年 - 2010年、オクタヴィア） - PS3 / PSP版
- 電撃学園RPG Cross of Venus（黒崎朱浬）
- とらドラ・ポータブル!（恋ヶ窪ゆり）
- ハヤテのごとく!! ナイトメアパラダイス（マリア）
- ファンタジーアース ゼロ（ボイスチケット♀X 意志の強い女性I）
- ファンタシースターポータブル2（カレン・エラ）

2010年
- アイドル雀士スーチーパイIV ぽ〜たぶる★（神子守桜子）
- Another Century's Episode:R（モニカ・ラング）
- Angelic Crest（クズハ、アルファ）
- ELEMENTAL BATTLE ACADEMY（プラム＝スカーレット）
- ガンダムアサルトサヴァイブ（ラクス・クライン）
- 機動戦士ガンダム エクストリームバーサス（2010年 - 2016年、ラクス・クライン、ミーア・キャンベル） - 4作品
- 超次元ゲイム ネプテューヌ（ネプテューヌ / パープルハート）
- テイルズ オブ ファンタジア なりきりダンジョンX（マーテル）
- DIVINA（キャラクターボイス）
- ドラゴンネスト（エレナ）
- ブレイズ・ユニオン（メデューテ、ジルヴァ）
- ファイナルファンタジーXIV（ミコッテ ボイス2）

2011年
- AQUAPAZZA（オクタヴィア）
- アマガミ（二見瑛理子）
- ULTIMATE MARVEL VS. CAPCOM 3（モリガン・アーンスランド）
- MARVEL VS. CAPCOM 3 Fate of Two Worlds（モリガン・アーンスランド）
- 英雄伝説 碧の軌跡（マリアベル・クロイス）
- クイーンズゲイト スパイラルカオス（ニクス、真鏡名ミナ）
- コール オブ デューティ モダン・ウォーフェア3（AC-130 FCO）
- セブンスドラゴン2020
- 第2次スーパーロボット大戦Z 破界篇 / 再世篇（2011年 - 2012年、モニカ・ラング、ラクス・クライン） - 2作品
- 超次元ゲイム ネプテューヌmk2（ネプテューヌ / パープルハート）
- とある科学の超電磁砲（相園美央）
- 謎惑館 〜音の間に間に〜
- ファイナルファンタジー零式（エミナ）
- ファンタシースターポータブル2 インフィニティ（カレン・エラ）
- メビウスオンライン（教導班長リー、少女 お嬢様〈1〉）
- モンスターハンター フロンティア オンライン（VOICE TYPE17）

2012年
- 英雄伝説 零の軌跡 Evolution（マリアベル・クロイス）
- オール仮面ライダー ライダージェネレーション2（ヴァルゴ・ゾディアーツ）
- 鬼武者Soul（2012年 - 2014年、小姓、成田甲斐、大祝鶴姫、立花誾千代、かえで、柳生十兵衛 茜、モリガン、ジェダ 他） - 2作品
- 神次元ゲイム ネプテューヌV（ネプテューヌ / パープルハート）
- 機動戦士ガンダムSEED BATTLE DESTINY（ラクス・クライン）
- 零 眞紅の蝶（暮羽）
- タイムトラベラーズ（糸山純子）
- テイルズ オブ エクシリア2（ヴェル）
- PROJECT X ZONE（モリガン＝アーンスランド）
- ペルソナ4 ジ・アルティメット イン マヨナカアリーナ（2012年 - 2013年、桐条美鶴） - 2作品
- ラブ☆トレ〜Sweet〜（花京院玉緒）

2013年
- 神次元アイドル ネプテューヌPP（ネプテューヌ / パープルハート）
- 境界線上のホライゾン PORTABLE（フアナ）
- 限界凸騎 モンスターモンピース（ネプテューヌ / パープルハート）
- スーパーロボット大戦Operation Extend（モニカ・ラング）
- スーパーロボット大戦UX（モニカ・ラング）
- セブンスドラゴン2020-II
- 超次次元ゲイム ネプテューヌRe;Birth1（ネプテューヌ / パープルハート）
- 超速変形ジャイロゼッター アルバロスの翼（ミカ）
- ドラッグオンドラグーン3（ワン）
- ファイナルファンタジーXIV: 新生エオルゼア（カヌ・エ・センナ / ガルーダ）
- Fate/EXTRA CCC（殺生院キアラ）
- マブラヴ オルタネイティヴ トータル・イクリプス（シャロン・エイム少尉）
- 嫁コレ（ネプテューヌ、水銀燈）

2014年
- ガールズ&パンツァー 戦車道、極めます!（西住まほ）
- 神次次元ゲイム ネプテューヌRe;Birth3 V CENTURY（ネプテューヌ / パープルハート）
- 仮面ライダー バトライド・ウォーII（レイナ）
- CV 〜キャスティングボイス〜（西宮寺美礼） - DLC追加キャラクター
- グランブルーファンタジー（2014年 - 2024年、ロゼッタ / ローズクイーン） - 4作品
- 三国志英歌
- しんぐんデストロ〜イ!（ネプテューヌ / パープルハート）
- スカイ・ロア（プラトー、強くてセクシーな姉御肌）
- スーパーヒーロージェネレーション（ヴァルゴ・ゾディアーツ）
- 第3次スーパーロボット大戦Z 時獄篇 / 天獄篇（2014年 - 2015年、モニカ・ラング） - 2作品
- 超次元アクション ネプテューヌU（ネプテューヌ / パープルハート）
- 超次次元ゲイム ネプテューヌRe;Birth2 SISTERS GENERATION（ネプテューヌ / パープルハート）
- 超女神信仰 ノワール 激神ブラックハート（ネプテューヌ / パープルハート）
- ヒーローズプレイスメント（レタル＝カント）
- ペルソナQ（桐条美鶴）
- ファンタシースターオンライン2（山本玲ボイス、カレン・エラボイス、ヘルガボイス、女性キャラクターボイス）

2015年
- ウチの姫さまがいちばんカワイイ（青龍姫 蒼妖珠）
- オルタンシア・サーガ -蒼の騎士団-（デュケーヌ）
- スーパーロボット大戦BX（モニカ・ラング）
- 激次元タッグ ブラン+ネプテューヌVSゾンビ軍団（ネプテューヌ / パープルハート）
- 新次元ゲイム ネプテューヌVII / VIIR（2015年 - 2017年、ネプテューヌ / パープルハート / ネクストパープル、ネプテューヌ〈大〉） - 2作品
- 閃乱カグラ ESTIVAL VERSUS -少女達の選択-（ジャスミン）
- 超次元大戦 ネプテューヌVSセガ・ハード・ガールズ 夢の合体スペシャル（ネプテューヌ〈バイク〉、ネプテューヌ / パープルハート）
- デビルサバイバー2 ブレイクレコード（ミヤコ / 峰津院都）
- ドラゴンズドグマ オンライン（女性メインポーン〈追加DLC〉）
- PROJECT X ZONE 2:BRAVE NEW WORLD（モリガン＝アーンスランド、シルフィー）
- 崩壊学園（無量塔姫子）

2016年
- アドベンチャー・タイム ネームレス王国の3人のプリンセス（プリンセス・バブルガム）
- ガーディアン・コーデックス（ヴァルキリー、モリガン）
- スカルガールズ 2ndアンコール（パラソール）
- 空と大地のクロスノア（イザベラ）
- ファイナルファンタジーXIV（ソフィア、サドゥ、蛮神ガルーダ）
- ワールド オブ ファイナルファンタジー（ファリス）
- Shadowverse（2014年 - 2023年、ローズクイーン、宝杖の司令官、デッドリーウィドウ、死を知る者、真紅のローズクイーン、ヒールプリースト、パイレーツ、真紅の一撃、破式の執行者・シュマエル、倒壊の襲撃者、戒律の諜報員）

2017年
- 黒騎士と白の魔王（サマールサリィ、ルサリィ）
- ガンガンピクシーズ / HH（2017年 - 2019年、ネプテューヌ） - 2作品
- スーパーロボット大戦V（ラクス・クライン、山本玲）
- ZERO ESCAPE 9時間9人9の扉 善人シボウデス ダブルパック（八代）
- 閃乱カグラ PEACH BEACH SPLASH（ジャスミン、ネプテューヌ）
- Fate/Grand Order（2017年 - 2021年、殺生院キアラ / ビーストIII／R）
- ディシディア ファイナルファンタジー オペラオムニア（ファリス）
- プリキュア つながるぱずるん（九条ひかり / シャイニールミナス）
- 崩壊3rd（無量塔姫子）
- 四女神オンライン CYBER DIMENSION NEPTUNE（ネプテューヌ、パープルハート）
- モンスターストライク（2017年 - 2024年、ワルプルギス、ラクス・クライン）
- ファイナルファンタジーXIV：紅蓮のリベレーター（サドゥ・ドタール）
- ドラゴンクエスト ライバルズ（ミレーユ）
- クラッシュ・オブ・パンツァー（エルヴィーラ・ロンメル）
- メギド72（2017年 - 2023年、ウァラク、ベリアル）
- アナザーエデン 時空を超える猫（ヘレナ、トゥーヴァ）
- 仁王（雪女）

2018年
- ガールズ&パンツァー ドリームタンクマッチ（西住まほ）
- 斉木楠雄のΨ難 妄想暴走 Ψキックバトル（斉木久美）
- BLAZBLUE CROSS TAG BATTLE（2018年 - 2019年、桐条美鶴、ナイン＝ザ＝ファントム〈2代目〉）
- サガ スカーレット グレイス 緋色の野望（アスラナ）
- 英雄伝説 閃の軌跡IV -THE END OF SAGA-（マリアベル・クロイス）
- メモリーズオフ -Innocent Fille-（稲穂鈴）
- 機動戦士ガンダム エクストリームバーサス2（2018年 - 2025年、ラクス・クライン、ミーア・キャンベル） - 4作品
- ペルソナQ2 ニュー シネマ ラビリンス（桐条美鶴）
- ぷよぷよ!!クエスト（桐条美鶴）
- 勇者ネプテューヌ 世界よ宇宙よ刮目せよ!! アルティメットRPG宣言!!（ネプテューヌ、パープルハート）
- アズールレーン（2018年 - 2020年、デューク・オブ・ヨーク、ネプテューヌ / パープルハート） - 2作品
- 幻獣契約クリプトラクト（ネレイス）
- 逆転オセロニア（ヘルヴォル）
- 恒星少女（レサト）

2019年
- メガミラクルフォース（ネプテューヌ〈大〉、ネプテューヌ / パープルハート / ネクストパープル / パープルハート〈カオス〉、パープルハート〈運命〉、ヒロテューヌ）
- 元気封神（妲己）
- FLOWER KNIGHT GIRL（トレイニー）
- スーパーロボット大戦X-Ω（ラクス・クライン）
- 蒼藍の誓い ブルーオース（妙高）
- グラフィティスマッシュ（ラスト）
- 不思議の幻想郷 -ロータスラビリンス-（2019年、依神女苑）
- 妖怪餐廳（司夏）
- TEPPEN（モリガン・アーンスランド）
- チュウニズム（リリアリス・コルチカム）
- 陰陽師本格幻想（卑弥呼）
- 放置少女〜百花繚乱の萌姫たち〜（曹真、土行孫、太公望、ホウ涓）
- ブラウンダスト（メディア ）
- D×2 真・女神転生 リベレーション（リンゼ・アルツキン）
- ボーダーレイン（ハクロ４式、ハクロ７式）
- クイーンズブレイド WHITE TRIANGLE（ニクス）
- Epic Seven-エピックセブン-(キセ)

2020年
- ポーカースタジアム（アルバ）
- ローリングスフィア（アルレシャ）
- ポケモンマスターズ / EX（2020年 - 2024年、ナツメ / ジュジュベ）
- 仁王2（濃姫）
- 戦姫ストライク（カセ）
- スーパーロボット大戦DD（ラクス・クライン）
- ブイブイブイテューヌ（ネプテューヌ）
- 浮島物語〜最強刻印士になるストーリー〜（エレナ、セト）
- ロストアーク（ビアキス）
- 原神（リサ）
- ワールドウィッチーズ UNITED FRONT（ミーナ・ディートリンデ・ヴィルケ）
- ヒーローカンターレ（クロリス）
- ドールズフロントライン（ZB-26、LTLX7000）
- SINoALICE -シノアリス-（水銀燈）
- 共闘ことばRPG コトダマン（2020年 - 2021年、桐条美鶴、マルガート、ソディナンス）
- サクラ革命 〜華咲く乙女たち〜（咲良なでしこ）
- Go!Go!5次元GAME ネプテューヌ re★Verse（ネプテューヌ / パープルハート）
- 英雄伝説 暁の軌跡（マリアベル・クロイス）
- ガンダムブレイカーモバイル（ラクス・クライン、ミーア・キャンベル）
- ガールズ X バトル2（シルバー、曹操）
- かんぱに☆ガールズ（アズモ・デニウス）
- 三国武神伝〜最強名将の成り上がり〜（貂蝉、張春華）
- シノビマスター 閃乱カグラ NEW LINK（2020年 - 2023年、ジャスミン、パープルハート）
- ドラガリアロスト（2020年 - 2021年、アリエル、ローズクイーン）
- IdentityV 第五人格（血の女王〈マリー〉）
- レッド：プライドオブエデン（ヨウル）
- ファイナルファンタジー ブレイブエクスヴィアス（ファリス）

2021年
- 世界革命RPG ロードオブヒーローズ（シアン）
- FUSHO-浮生-（瑾貴妃・趙環）
- バイオハザード ヴィレッジ（ベイラ・ドミトレスク）
- カウンター・アームズ（翔鶴、瑞鶴、IS-6、フードル）
- ブラック・サージナイト（サウスダコタ）
- マギアレコード 魔法少女まどか☆マギカ外伝（ミヌゥ）
- アカシッククロニクル〜黎明の黙示録（エウドラ、オーロラ）
- BLAZBLUE ALTERNATIVE DARKWAR（ナイン）
- ラグナロクオリジン（グナ）
- イース6 オンライン〜ナピシュテムの匣〜（セラ）
- 終末のアーカーシャ（キャサリン）
- 閃乱忍忍忍者大戦ネプテューヌ -少女達の響艶-（ネプテューヌ / パープルハート）
- パズルガールズ（加賀）
- 転生したらスライムだった件〜魔王と竜の建国譚〜（トレイニー）
- 御城プロジェクト:RE〜CASTLE DEFENSE〜（2021年 - 2022年、希望ヶ峰学園、ミーナ・ディートリンデ・ヴィルケ）
- フェアリースフィア（アブラカタブラ）
- グランサガ（2021年 - 2022年、ロザリア、ハデス）
- COUNTER: SIDE（アナスタシア・チェルノワ、セラフェル）
- ガーディアンテイルズ（2021年 - 2024年、ベロニカ、ウィンリン）
- IDOLY PRIDE（姫野霧子）
- アッシュアームズ‐灰燼戦線‐（Me262A-1aシュヴァルべ、試製震電）
- 覇王の業〜波乱なる三国志〜（蔡文姫、王異）
- 女神降ろし（ガイア）
- ラングリッサー モバイル（ローゼンシル）
- 無職転生〜ゲームになっても本気だす〜（エリナリーゼ・ドラゴンロード）
- イリュージョンコネクト（アイロン、ジニー）
- ファイナルファンタジーXIV：暁月の終焉（アメリアンス・ルヴェユール）

2022年
- ファイアーエムブレム ヒーローズ（2022年 - 2024年、エリミーヌ、ルキノ）
- PUBG MOBILE（もこもこヒツジ）
- パニリヤ・ザ・リバイバル（マギ）
- ブルーアーカイブ -Blue Archive-（2022年 - 2023年、水羽ミモリ）
- 超次元ゲイム ネプテューヌ Sisters vs Sisters（ネプテューヌ / パープルハート、ダークパープル）
- ロックマンX DiVE（シエル）
- ビートリフレ（嵐城花蓮）
- Tower of Fantasy（幻塔）（2022年 - 2023年、セリーン、妃色）
- エタクロニクル（オブシディアン、デネブ）
- メメントモリ（ヴァルリーデ）
- 無期迷途（ナインティナイン）
- アサルトリリィ Last Bullet（西住まほ）
- 勝利の女神:NIKKE（イングリッド、イサベル）
- 機動戦士ガンダム 鉄血のオルフェンズG（メリビット・ステープルトン）
- シロナガス島への帰還（リール・ベクスター）
- 三国極戦（孫尚香）
- パニシング:グレイレイヴン（ハカマ・隠星）

2023年
- ミシックヒーローズ（紫式部）
- カバラの伝説（ローズ）
- ゼノブレイド3（マティア）
- グランドチェイス-次元の追跡者-（デカネ）
- 機動戦士ガンダム アーセナルベース（2023年 - 2024年、ラクス・クライン、ミーア・キャンベル）
- OCTOPATH TRAVELER II（ソローネ・アングイス）
- ラグナドール 妖しき皇帝と終焉の夜叉姫（九尾）
- 崩壊:スターレイル（姫子）
- WAR OF THE VISIONS ファイナルファンタジー ブレイブエクスヴィアス 幻影戦争（ファリス）
- ラストクラウディア（ネイル）
- OCTOPATH TRAVELER 大陸の覇者（ソローネ）
- 女神楽園 ガーデス・パラダイス（サタン、ディオニソス）
- 超次元ゲイム ネプテューヌ GameMaker R:Evolution（大人ネプテューヌ、ネプテューヌ / パープルハート）
- こんにちワン！ヒーロー（花魁ワン、アテナ、メデューサ）
- ハツリバーブ（リディア、マリア）
- リバース:1999（スイートハート）
- 404 GAME RE:SET -エラーゲームリセット-（影の伝説）
- TEVI（ダリア女帝、タリア女王、レヴァナンス）

2024年
- 東方スカーレットディアブロ（十六夜咲夜）
- ファントム オブ キル -オルタナティブ・イミテーション-（ハルパー）
- アーテリーギア（パープルハート）
- アウタープレーン（ステラ、デミウルゴス・ステラ）
- 異世界のんびりライフ〜モン娘とゆるふわな日常（セリーナ）
- 無職転生 〜異世界行ったら本気だす〜 Quest of Memories（エリナリーゼ・ドラゴンロード）
- 爆走次元ネプテューヌ VS 巨神スライヌ（ネプテューヌ）
- LINE: ガンダム ウォーズ（ラクス・クライン）
- 鈴蘭の剣（サマンサ）
- 転生したらスライムだった件 テンペストストーリーズ（トレイニー）
- 失楽園カルタ（カルタ、イヴ）
- 雀魂（南楓花）
- 護縁（ナリム・ソユ）
- 城とドラゴン（トレイニー）
- セガNET麻雀 MJ（桐条美鶴、西住まほ）
- かんぱに☆ガールズ RE：BLOOM（アズモ・デニウス）
- カイジ外伝：激熱の街（タチアナ）
- メタファー：リファンタジオ（ジョアンナ）
- Strinova（ガラテア）

2025年
- パズル&ドラゴンズ（ラクス・クライン）
- クッキーラン：冒険の塔（ブラックベリー味クッキー）
- Shadowverse: Worlds Beyond（豊麗なるローズクイーン、薔薇の閃撃）
- シルバー・アンド・ブラッド（セス）

### パチンコ・パチスロ機
- CRアン・ルイスと魔法の王国（サキュバス）
- CR極上パロディウス（2006年、ちちびんたリカ）
- リングにかけろ1（2007年、高嶺菊）
- CRAバーストエンジェル（2008年、セイ）
- パチスロ逆境ナイン（2008年、桑原真実子）
- CRペルソナ3（2009年、桐条美鶴）
- くるくるぱちんこ「新EX麻雀2」今度は変身しちゃうんだから!（青龍転身香蓮）
- CR天上のランプマスター（2010年、ルヴィ）
- リングにかけろ1〜黄金の日本Jr.編〜（2010年、高嶺菊）
- 燃えよ!功夫大戦（2011年、シャオメイ）
- サムライスピリッツ鬼（2011年、色）
- パチスロ クイーンズブレイドII 玉座を継ぐ者（2013年、ニクス）

### ドラマCD
時期不明
- 噂屋（登美永花）
- 逆境ナイン（桑原真実子）
- 幻想世界英雄烈伝 フェアプレイズ（皇志乃武）
- 共鳴せよ!私立轟高校図書委員会（モモ）
- ペルソナ3 シリーズ（桐条美鶴）

1999年
- サウンド・ストーリー グランディーク 完全版（ルチア）
- Audio Drama "Eve"（？）

2000年
- 人形草紙あやつり左近 オリジナルドラマアルバムII 外伝 怨恋振袖業火地獄（鈴鳴未知）

2001年
- おとぎストーリー 天使のしっぽ Drama CD Vol.1（キンギョのラン）

2002年
- BUDDY♥PARTY!（ユキナ・ハヅキ / 葉月雪菜）
- ちょびっツ ドラマCD chapter.1 - 5（ちぃ）
- 円盤皇女ワるきゅーレ オリジナル・サウンドトラック あんど…♡（真田さん）

2003年
- 機動戦士ガンダム SEED SUIT CD vol.3 ラクス・クライン×ハロ（ラクス・クライン）
- 英雄様いらっしゃ〜い（コサイン・パスカル）

2004年
- 瀬戸の花嫁（2004年 - 2005年、瀬戸燦）
- Rune Princess イメージアルバム Vol.1（フロランス・ジェモニーナ）
- 爆裂天使 SUIT CDシリーズ（セイ） - 4作品
- REMASTERED TRACKS ROCKMAN ZERO（シエル）
- ドラマCD GATE I 契約、II 始動（修理）
- 花右京メイド隊 La Verite もーにんぐ編、あふたぬーん編（マリエル）

2005年
- 機動戦士ガンダムSEED DESTINY SUIT CD vol.8 ラクスクライン×ミーアキャンベル（ラクス・クライン、ミーア・キャンベル）
- ローゼンメイデン シリーズ（2005年 - 2013年、水銀燈）
- REMASTERED TRACKS ROCKMAN ZERO Telos（シエル）
- REMASTERED TRACKS ROCKMAN ZERO Physis（シエル）
- 少年陰陽師 風音編 ドラマCD 第1、3、4巻（天一）
- 私立彩陵高校超能力部（フジミヤサキ）
- ファイブ（中込悦）
- GetBackers-奪還屋-「永遠の絆を奪い返せ!編」（桜木薫流）

2006年
- 少年陰陽師 サウンドトラック＆ドラマCD 第一巻（天一）
- 少年陰陽師 番外編 ドラマCD 第一巻〜うつつの夢に鎮めの歌を〜（天一）
- ドラマCD「キミキス」Vol.3 星の数よりキスして〜二見瑛理子〜（二見瑛理子）
- TVアニメ「西の善き魔女 Astraea Testament」番外編ドラマCD 赤毛の貴公子と黒髪の少年（レアンドラ・チェバイアット）
- マスケティア・ルージュ（ディアナ）
- SOUND DRAMA BLOOD ALONE シリーズ（サイノメ沙夜香）
- 貧乏姉妹物語（山田きょう）
- 舞-乙HiME ドラマCD ミス・マリアはみてた ガルデローベ秘裏日誌 Vol.1、2（トモエ・マルグリット）

2007年
- ハヤテのごとく! ドラマCDシリーズ（マリア、男装マリア）
- 少年陰陽師 窮奇編 ドラマCD 第2、3巻（天一）
- 東京★イノセント（アンジェラ）
- 京四郎と永遠の空 ドラマCD 天使たちの協奏曲〜早春の出逢い〜（M型鋼鉄天使サツキ、鋼鉄天使シンデン3型）
- ムシウタbug（魅車八重子）
- 水銀燈の今宵もアンニュ〜イ Vol.1 - 3、アニメージュスペシャル（水銀燈）
- ドラマCD セキレイ（月海）
- RED GARDEN ドラマCD Red Garden 岩Mix（ルーラ）

2008年
- とらドラ! Drama CD Vol.1 - 3（2008年 - 2009年、恋ヶ窪ゆり）
- 毘 -vi- 一.天と地と（ヴァルキリー）
- 君が主で執事が俺で Vol.4 - Vol.8（九鬼揚羽）
- 会長はメイド様!（兵藤さつき）※『LaLa』・『LaLaDX』2008年応募者全員サービス
- 舞-HiME★DESTINY 龍の巫女「過去と未来の絆」（雛菊巴）
- 少年羽狩人〜月に群雲 花に風〜（美桐）

2009年
- ストライクウィッチーズ 秘め話CD1 - 3（ミーナ・ディートリンデ・ヴィルケ）
- マクロスFrontier 娘(ニャン)ドラ◎ ドラ3（モニカ・ラング）
- 七人のツンデレ（七瀬月）
- TVアニメ「あかね色に染まる坂」オリジナルドラマ（椎名観月）
- TVアニメ『初恋限定。』ドラマCD「虹色ドロップ」（山本岬）
- たなくまCD 妄想列島☆旅人編〜地方の言葉で癒されるわ〜ん!〜（高畑美穂）
- 夢想灯籠（黒木真琴）※ゲーム初回限定版付属ドラマCD
- クイーンズブレイド 美闘士列伝「流浪の戦士冒険記」（ニクス）

2010年
- ストライクウィッチーズ2 秘め録CD上、下（ミーナ・ディートリンデ・ヴィルケ）
- 碧海のAiON（シズキ、ユズキ）
- ドラマCD 萌酒とむりえ〜お酒の国の大宴会、萌えて候！〜（おじょう）
- ドラマCD 萌酒とむりえ2〜トムリエ危機一髪！〜（おじょう）
- 三人娘の50物語 Vol.1〜ツンデレ・ヤンデレ・普通の子〜（ヤンデレしおん）
- えむえむっ!（鬼瓦みちる）

2011年
- あつまれ!学園天国（神無月カレン）
- 神々の午睡 ドラマCD（シムチャッカ）
- 世界でいちばん強くなりたい!（風間璃緒）※第1巻初回限定版付録ドラマCD
- DOG DAYS ドラマBOX vol.2（エリーナ）
- ドラマCD じゃなイカ?（相沢千鶴）
- ドラマCD2 じゃなイカ?（相沢千鶴）

2012年
- ふたりで一緒にシリーズ 一緒にクッキングvol.2 きれいなお姉さん（きれいなお姉さん）
- 英雄になりたい!（メリーメリー）
- 零の軌跡 第二章〜金の太陽、銀の月〜（マリアベル・クロイス）
- 輪廻のラグランジェ season2 キャラクターCD Vol.3「ムギナミ編」（渡部えり）

2013年
- 新・水銀燈の今宵もアンニュ〜イ（水銀燈）
- 超次元ゲイム ネプテューヌ ドラマCD 湯けむり温泉殺人事件inプラネテューヌの巻（ネプテューヌ）

2014年
- ストライクウィッチーズ Operation Victory Arrow vol.1 サン・トロンの雷鳴 Amazon.co.jp限定版特典 後日談ドラマCD「プライベート・サン・トロン」（ミーナ・ディートリンデ・ヴィルケ）

2015年
- 超次元大戦 ネプテューヌVSセガ・ハード・ガールズ 夢の合体スペシャル ドラマCD「楽屋裏のガールズ☆トーク」（ネプテューヌ）

2017年
- 「機動戦士ガンダム 鉄血のオルフェンズ」EPISODE DRAMA 壱（メリビット・ステープルトン）

2020年
- 絶対純白魔法少女ドラマCD（鈴原美沙）

### その他CD
2002年
- ちょびっツ 絵本CD「だれもいない町」（ちぃ）

2006年
- 田中理恵の百人一首（百人一首のCD）
- Come across 〜DEARS朗読物語〜 Vol.1 日本の昔話（「羅生門」、「花咲かじじい」）

2008年
- Come across 〜DEARS朗読物語〜 Vol.5 アンデルセンの童話（「にんぎょ姫」、「はだかの王さま」）
- 添い寝CD
- 必殺技CD
- 目覚ましCD
- 敗北CD
- DEARS十二星座物語 Artemis Side（やぎ座 「やぎさんのお仕事」）

2009年
- DEARS花言葉物語〜赤の季節〜（冬の妖精スズラン）
- 方言CD(北海道)

2010年
- あの声優が読むあの名作（それから、斜陽、春琴抄）

2011年
- 赤ちゃんCD
- いたずらCD

### ラジオドラマ・ボイスドラマ
- 有楽町アニメタウン内ラジオドラマ「噂屋〜フラワーテイル〜」（登美永花）
- ARGO ONLINE（ジーマ）
- マビノギ ボイスドラマ まびどら!（モリアン）
- デッドエンドの銃声（ブルズアイ）

### オーディオブック
- 文芸あねもねR『二十三センチの祝福』（2013年、天海ルルコ[228]）

### ASMR
- 蓄音レヱル かにこ（2020年、かにこ[229]）

### デジタルコミック
- VOMIC 家庭教師ヒットマンREBORN!（2010年、ビアンキ）
- VOMIC 超速変形ジャイロゼッター（2012年、赤名累）

### 吹き替え

#### 映画
- アフター -壊れる絆-（キンバリー〈キャンディス・アッコラ〉）
- オールド・ガード（クイン〈ベロニカ・グゥ〉）
- カリフォルニア・トレジャー（ミランダ〈エヴァン・レイチェル・ウッド〉）
- CODE46（ジム）
- ダウン・イン・ザ・バレー（トーブ〈エヴァン・レイチェル・ウッド〉）
- DCエクステンデッド・ユニバース（メラ〈アンバー・ハード〉）
  - ジャスティス・リーグ[230]
  - アクアマン[231]
  - ジャスティス・リーグ:ザック・スナイダーカット[232]
  - アクアマン/失われた王国[233]
- バイオハザード: ウェルカム・トゥ・ラクーンシティ（エイダ・ウォン〈リリー・ガオ〉[234]）
- マーダー・ミステリー2（クローデット〈メラニー・ロラン〉）
- マペットのメリー・クリスマス（エリオット・リード〈サラ・チョーク〉）
- マーベル・シネマティック・ユニバース（エイヴァ・スター / ゴースト〈ハナ・ジョン＝カーメン〉）
  - アントマン&ワスプ[235]
  - サンダーボルツ*[236]

#### ドラマ
- キャッスルロック:ミザリー 〜殺人へのシナリオ〜（アニー・ウィルクス〈リジー・キャプラン〉[237]）
- See 〜暗闇の世界〜（ケイン〈シルヴィア・フークス 〉）
- ハヤテのごとく! 〜美男〈イケメン〉執事がお守りします〜（マリア〈ティア・リー〉）※第1話のみ（DVD収録）
- パワーレンジャー・S.P.D.（キャサリン“キャット”マンクス / キャットレンジャー〈ミシェル・ラングストーン〉）
- ヒューマンズ（アニータ / ミア〈ジェンマ・チャン〉）
- THE FLASH/フラッシュ（グレース・ギボンズ / シカーダII〈サラ・カーター〉）
- ホワイトカラー（アレックス・ハンター〈グロリア・ヴォトシス〉）
- ロック&キー（ドッジ〈ライズラ・デ・オリヴェイラ〉）
- モナーク: レガシー・オブ・モンスターズ（ケイコ・ミウラ〈山本真理〉）

#### アニメ
- アドベンチャー・タイム（プリンセス・バブルガム）
- ドラゴン・テイルズ（キャシー）
- Yasuke -ヤスケ-（一華[238]）

### 実写映画
- 死にゆく妻との旅路（2011年、人妻）

### 舞台
- コトブキ！
- サボテンとバントライン

### 映像商品
- SUPER VOICE WORLD 夢と自由とハプニング （2001年12月19日）※いずれもSMEビジュアルワークス（現：アニプレックス）発売。
- BOX JE T'AIME（元はLD・ビデオ・CDのセットBOXで、後にDVD化、2002年1月23日）
- 少年陰陽師 イベントDVD "孫"感謝祭〜風雅に響く詩を聴け〜（2007年12月7日）
- アクアプラスライブ&アクアプラスフェスタ2008（2009年4月8日）
- ストライクウィッチーズ みんながいるからできること! bis（2010年8月27日）
- CLAMP FESTIVAL 2011 TOKYO DVD（2012年2月22日）

### テレビ番組
- ANICOM TV（テレビ東京：2000.10 - 2000.12、2000.04 - 2000.09の間も不定期的に出演）
- 極・声優的京都（京都チャンネル：2003.03.07 - 2003.04.18）
- テリー伊藤プロデュース 業界マル秘研修ビデオ #7（フジテレビ739：2006年7月。同年9月にフジテレビ地上波で再編集版が放送され、同局の公式サイトでも有料配信されている）
- アニメる!?（メ〜テレ：2007年3月2日放送。小清水亜美・松来未祐と共演した単発の双方向バラエティ番組。2月11日に収録の模様が生でネット配信された）
- Club AT-X だぶるあ〜る（AT-X：2008.10 - 2011.12）
- イヴの時間 劇場版 BD&DVD発売直前スペシャル（東京MXテレビ） - MC、インタビュー（吉浦康裕と共演）

### Web番組
- ローゼンメイデンTV2（2013年9月17日、ニコニコ生放送）
- ローゼンメイデンTV3（2013年12月4日、ニコニコ生放送）
- 田中理恵の姐さんTV（YouTube）

### 特撮
- 仮面ライダーフォーゼ（2011年、ヴァルゴ・ゾディアーツの声[注 2]、大文字隼の母の声）
- 仮面ライダー×仮面ライダー フォーゼ&オーズ MOVIE大戦MEGA MAX（2011年、ヴァルゴ・ゾディアーツの声）
- ネット版 仮面ライダーフォーゼ みんなで授業キターッ!（2012年、ヴァルゴ・ゾディアーツの声）

### ラジオ
※はインターネット配信。
時期不明
- 理恵・温子のきゃらあにナイト!（キャラアニラジオステーション※）
- 田中理恵の天使のアトリエ（キャラアニラジオステーション※）
- 裏きゃらしょ（田中理恵公式サイト※）
- 裏アニータン（田中理恵公式サイト※）

1990年代
- 宮村優子の直球で行こう!（ラジオ大阪）※期間限定アシスタント
- YAG VOICE VOYAGE（1997年 - 1999年、FM-FUJI：）※アシスタント
- ラジオジュテーム（1998年 - 2000年、文化放送）
- YAG VOICE VOYAGE DX（1999年、FM-FUJI）

2000年代
- 美佳子の非難GO!GO!（2000年 - 2001年、ラジオ日本）
- 東京キャラクターショーRADIO（2002年 - 2005年、ニッポン放送）
- 田中理恵のオールナイトニッポン（2003年1月8日、ニッポン放送ほか）
- 有楽町アニメタウン（2005年 - 2007年、ニッポン放送）
- NIGHT ON THE PLANET 第一回（2006年10月、FMヨコハマ）
- RG RADIO（2006年 - 2007年、音泉※）
- 水銀燈の今宵もアンニュ〜イ予告編（2007年、ランティスウェブラジオ※） - 計3回配信
- ミューコミ木曜（2007年 - 2009年、ニッポン放送）
- 田中理恵のアンプド放送局（2008年、※）
- CANAAN RADIO 裏・上海飯店 蛇通信（2009年 - 2010年、アニメイト ON AIR!他※）※携帯電話向けコンテンツだが、2009年9月よりHiBiKi Radio Stationでも遅れ配信開始。
- YAGアニメラボ→YAGアニメラボ零（2009年 - 201？年、ニッポン放送）

2010年代
- 501st JFW.OA〜第五〇一統合戦闘航空団公式放送〜（2011年 - 2016年、音泉※・HiBiKi Radio Station※） - 不定期ゲストパーソナリティー出演
- webラジオペースメーカー（2012年 - 2014年、アニ★ロコ※・OH☆TV※・HiBiKi Radio Station※）

### ラジオCD
1990年代
- ディスク・ジュテーム1、3（1999年）

2000年代
- 声優BESTトークコレクション 女性編 キャラアニラジオステーションベスト（田中理恵の天使のアトリエ）第2回、2002年 ）
- おとぎストーリー 天使のしっぽ DJ☆CD Edition.1 - 3（2002年）
- 少年陰陽師 ラジオCD 第二巻 彼方に放つ声をきけ〜略して孫ラジ（2006年、第15・16回ゲスト）
- ラジオCD 亜美とかおりのキミキス チューニングアップ♪ Vol.2（2007年、特別版ゲスト）
- ハヤテのごとく! Radio the combat butler Vol.1、4（2007年 - 2008年、第8・9回代理パーソナリティ、特別版ゲスト）
- 『空の境界』the Garden of listeners 第一巻（2008年、第3・4回ゲスト）
- 『空の境界』the Garden of winters（2008年、ゲスト）
- みなとSTATIONらじおCD #3、7（2009年 - 2010年、第20回ゲスト、スペシャル版ゲスト）
- CANAAN DJCD「上海飯店で会いましょう」第壱、弐巻（2009年 - 2010年）

2010年代
- TVアニメ「えむえむっ!」ラジオ 第二ボランティア部 出張所（2011年、第3回ゲスト）
- 『空の境界』the Garden of daydream（2011年）
- 金元寿子×イカ娘 侵略ラジオ 聞かなイカ? ラジオCD（2011年、第2回ゲスト）
- ストライクウィッチーズ 501st JFW.OA〜501統合戦闘航空団公式放送〜 1（2011年、第3・4回）

### CM
- スカイパーフェクTV!『熱血電波倶楽部 アニメ番組紹介』
- TBS『TBSアニメフェスタ2002』
- ディップ『はたらこねっと（「働きマン」版）』
- バンダイ『ふたりはプリキュアMaxHeart ハーティエルバトン』
- バンダイ『ふたりはプリキュアMaxHeart クイーンチェアレクト』
- ネクソンジャパン『マビノギ』
- バンダイナムコゲームス『機動戦士ガンダムSEED 連合vs.Z.A.F.T. PORTABLE』
- スマホゲーム「Fate/Grand Order」イベント「徳川廻天迷宮 大奥」TVCM（2019年）

### 携帯コンテンツ
- iPhone/iPod Touch向けアプリ「萌めざまし」（2010年[239]）
- 美声時計2（2010年）
- Re:まぜてよ★生ボイス（2011年、めぐみ）
- イヴの時間 act0X（2012年、サミィ）
- 神次元アプリ ネプテューヌ→まいにちコンパイルハート（2012年、ネプテューヌ / パープルハート[240]、次元の旅人ネプテューヌ）

### その他コンテンツ
- キッズ・フィールド、こどものうた（日本航空機内放送。東城光志とパーソナリティを務める子供向けの音楽番組。〜2008年7月）
- iJockey「田中理恵のボイスシャッフル」（iTunes Music Store限定配信）
- まんとらマガジンVol.1
- 歌唱戦士ガンダムSEED SCORE（ラクス・クライン）
- MHFガールズ・フロンティア
- バンダイ Voice I-doll シリーズ
  - Voice I-doll ミーア・キャンベル
  - Voice I-doll ラクス・クライン
  - Voice I-doll Superior ラクス・クライン
  - Voice I-doll Superior ミーア・キャンベル
- キミキス オリジナルボイスクロック 〜二見瑛理子〜
- ローゼンメイデン・オーベルテューレ音声入り目覚し時計 〜水銀燈〜
- reading stage「キノの旅 -the Beautiful World-」（2006年8月11日。井上喜久子と共に出演〈出番は別々〉の朗読劇）
- ファミ通 Presents『PRESS START 2006-SYMPHONY OF GAMES-』司会（2006年9月22日）
- 少女病：空導ノスタルジア（Voice）[241]
- 15分で分かる「攻殻機動隊S.A.C SSS」（ナレーション）
- 藻岩山プラネタリウム（ナレーション）
- ガンダムフロント東京（ナレーション）
- こーしょー19さい（Special Thanks〈協力〉）

### 映像配信
- ガンダムSEED FESTIVAL

## ディスコグラフィ

### シングル
|     | 発売日        | タイトル      | 規格品番   | オリコン 最高位 |
| --- | ------------- | ------------- | ---------- | --------------- |
| 1st | 2002年5月22日 | Raison d'être | VICL-35373 | 58位            |
| 2nd | 2002年8月21日 | ニンギョヒメ  | VICL-35426 | 48位            |

### デジタル・シングル
|     | 発売日         | タイトル             | 備考 |
| --- | -------------- | -------------------- | --- |
| 1st | 2006年12月15日 | Eternal              | オンラインゲーム『マビノギ』TV-CMソング 発売当時アニメロミックス、アニメロうた、超!アニメロでダウンロードが可能だったが、現在はダウンロード不可能である。 |
| 2nd | 2009年1月1日   | 水の星へ愛をこめて   | 森口博子のカヴァー |
| 3rd | 2009年1月1日   | 飾りじゃないのよ涙は | 中森明菜のカヴァー |
| 4th | 2009年1月1日   | プレイバックPart2    | 山口百恵のカヴァー |
| 5th | 2009年1月1日   | ペッパー警部         | 「田中理恵 & 中村繪里子」名義。ピンク・レディーのカヴァー                                                                                                 |

### アルバム
|            | 発売日         | タイトル     | 規格品番          | 規格品番          | オリコン 最高位 |
| 初回限定盤 | 発売日         | タイトル     | 通常盤            |                   | オリコン 最高位 |
| ---------- | -------------- | ------------ | ----------------- | ----------------- | --------------- |
| 1st        | 2001年2月7日   | garnet       |                   | SVWC-7080（廃盤） | 圈外            |
| 1st        | 2003年1月29日  | garnet       | SVWC-7168（再発） |                   | 圈外            |
| 2nd        | 2003年1月3日   | 24 wishes    | VICL-60999        | 269位             |                 |
| ミニ       | 2003年9月10日  | Chara de Rie | VIZL-93           | VICL-61200        | 34位            |
| 3rd        | 2010年10月20日 | ココロ       | GNCA-7164         | GNCA-7165         | 89位            |

#### 企画盤
|     | 発売日         | タイトル        | 規格品番          |
| --- | -------------- | --------------- | ----------------- |
| 1st | 1999年8月21日  | Club Rie-Rie #1 | SVWC-7034（廃盤） |
| 1st | 2003年01月29日 | Club Rie-Rie #1 | SVWC-7166（再発） |
| 2nd | 1999年11月20日 | Club Rie-Rie #2 | SVWC-7035（廃盤） |
| 2nd | 2003年01月29日 | Club Rie-Rie #2 | SVWC-7167（再発） |

### タイアップ曲
| 楽曲                                         | タイアップ                                                            | 時期   |
| -------------------------------------------- | --------------------------------------------------------------------- | ------ |
| 永遠の親友                                   | ゲーム『悠久幻想曲 2nd Album』PS版オープニングテーマ                  | 1998年 |
| 海の見える丘で                               | OVA『GRANDEEK〜外伝〜』エンディングテーマ                             | 2000年 |
| 好きだった歌のように〜Like a favorite song〜 | テレビアニメ『破壊魔定光』エンディングテーマ                          | 2001年 |
| garnet                                       | 代々木アニメーション学院2001年CMソング                                | 2001年 |
| Raison d'être                                | テレビアニメ『ちょびっツ』前期エンディングテーマ                      | 2002年 |
| ニンギョヒメ                                 | テレビアニメ『ちょびっツ』後期エンディングテーマ                      | 2002年 |
| Eternal                                      | オンラインゲーム『マビノギ』TV-CMソング                               | 2006年 |
| 虹色の空                                     | ゲームアプリ『浮島物語〜最強刻印士になるストーリー〜』主題歌          | 2020年 |
| アナタニナルノ                               | 『CHUNITHM NEW 稼働記念! オリジナルボーカル楽曲コンテスト』最優秀楽曲 | 2022年 |

### 歌手参加楽曲
| 発売日         | 商品名                                                    | 歌                                      | 楽曲 | 備考                                                        |
| -------------- | --------------------------------------------------------- | --------------------------------------- | --- | ----------------------------------------------------------- |
| 1998年3月18日  | 悠久幻想曲 2nd Album サウンドトラックス                   | 田中理恵                                | 「永遠の親友」 | ゲーム『悠久幻想曲 2nd Album』PS版オープニングテーマ        |
| 1999年10月21日 | Live Je t'aime〜Je t'aime Mania 99 IN HELL                | 田中理恵                                | 「UNFINISHED SONG #2」 | ラジオ番組『ラジオジュテーム』関連曲                        |
| 1999年10月21日 | Live Je t'aime〜Je t'aime Mania 99 IN HELL                | 氷上恭子、池澤春菜、田中理恵            | 「木綿のハンカチーフ」 | ラジオ番組『ラジオジュテーム』関連曲                        |
| 2000年2月10日  | dream power-翼なき者たちへ-                               | A・G・A・S                              | 「dream power-翼なき者たちへ-」 | 文化放送A&Gゾーンイメージソング                             |
| 2001年12月19日 | SUPER VOICE WORLD TRACKS                                  | 田中理恵                                | 「∞Infinity∞」 「太陽が待っている」 |                                                             |
| 2002年4月24日  | Say Over                                                  | 田中理恵、日笠山亜美                    | 「Say Over」 | Webアニメ『サイキックアカデミー煌羅万象』オープニングテーマ |
| 2004年7月7日   | 不思議Tokyoシンデレラ                                     | 渡辺明乃×豊口めぐみ×高橋美佳子×田中理恵 | 「不思議Tokyoシンデレラ」 「太陽を抱きしめろ」 | テレビアニメ『爆裂天使』イメージソング                      |
| 2009年3月18日  | 百歌声爛 女性声優編III                                    | 田中理恵                                | 「グローイング・アップ」 「YOU GET TO BURNING」 「輪舞-revolution」 「ペガサス幻想」 「現夢」 「風の谷のナウシカ」 「君をのせて」 「空へ…」 「ホームワークが終わらない」 「でてこい とびきりZENKAIパワー!」 |                                                             |
| 2009年2月25日  | パンコレ voice actresses’ legendary punk songs collection | 田中理恵                                | 「Anarchy In The UK」 「Ruby Soho」 |                                                             |
| 2023年8月3日   | 第五人格周年記念サウンドトラック -Call of the Abyss-      | 田中理恵                                | 「SECRET (COAⅢ CMソング) 日本語 Ver.」 |                                                             |

### キャラクターソング
| 発売日           | 商品名 | 歌 | 楽曲 | 備考                                                                                  |
| 1999年           | 1999年 | 1999年 | 1999年 | 1999年                                                                                |
| ---------------- | --- | --- | --- | ------------------------------------------------------------------------------------- |
| 11月3日          | KissからはじまるMiracle | STEEL ANGELS | 「KissからはじまるMiracle」 | テレビアニメ『鋼鉄天使くるみ』オープニングテーマ                                      |
| 11月3日          | KissからはじまるMiracle | STEEL ANGELS | 「永遠の鋼鉄天使」 | テレビアニメ『鋼鉄天使くるみ』エンディングテーマ                                      |
| 11月26日         | デュアル! featuring MITSUKI                                                                                                 | 真田三月（田中理恵）、羅螺みつき（豊口めぐみ） | 「Dual!」 | テレビアニメ『デュアル!ぱられルンルン物語』第14話エンディングテーマ                   |
| 2000年           | | | |                                                                                       |
| 11月3日          | 鋼鉄天使くるみ soundtrack with STEEL ANGELS                                                                                 | STEEL ANGELS | 「すきすきすきすキスして！」 | テレビアニメ『鋼鉄天使くるみ』関連曲                                                  |
| 2001年           | | | |                                                                                       |
|                  | 「幻想世界英雄烈伝 フェアプレイズ」単行本第1巻購入者応募者全員サービス品「太陽のうた」                                      | 斉木陽太（並木のり子）、ボボウ（望月久代）、月島数騎（鈴木真仁）、琴井奏（水樹奈々）、皇志乃武（田中理恵）、キサヤ（那須めぐみ） | 「太陽のうた」 | 『幻想世界英雄烈伝 フェアプレイズ 』オープニングテーマ                                |
| 「地球はまわる」 | 「幻想世界英雄烈伝 フェアプレイズ」単行本第1巻購入者応募者全員サービス品「太陽のうた」                                      | 斉木陽太（並木のり子）、ボボウ（望月久代）、月島数騎（鈴木真仁）、琴井奏（水樹奈々）、皇志乃武（田中理恵）、キサヤ（那須めぐみ） | 『幻想世界英雄烈伝 フェアプレイズ 』エンディングテーマ                                                                                          |                                                                                       |
| 4月25日          | 花右京メイド隊の歌 | 花右京メイド隊 | 「花右京メイド隊の歌」 | テレビアニメ『花右京メイド隊』オープニングテーマ                                      |
| 4月25日          | KissからはじまるMiracle（2式）                                                                                              | STEEL ANGELS | 「KissからはじまるMiracle（2式）」 | テレビアニメ『鋼鉄天使くるみ2式』オープニングテーマ                                   |
| 4月25日          | KissからはじまるMiracle（2式）                                                                                              | STEEL ANGELS | 「澄んだ青空の向こうに」 | テレビアニメ『鋼鉄天使くるみ2式』エンディングテーマ                                   |
| 8月1日           | 鋼鉄天使くるみ2式 サウンドトラック with STEEL ANGELS II                                                                     | Angels | 「はじまりの奇跡」 | OVA『鋼鉄天使くるみ零』主題歌                                                         |
| 9月29日          | 天使のピクニック | P.E.T.S. | 「天使のピクニック」 | テレビアニメ『おとぎストーリー 天使のしっぽ』関連曲                                   |
| 10月30日         | 天使のしっぽ/One Drop | P.E.T.S. | 「天使のしっぽ」 | テレビアニメ『おとぎストーリー 天使のしっぽ』オープニングテーマ                       |
| 11月29日         | 天使の夢・かなえてください                                                                                                  | 守護天使・中学生トリオ | 「天使の夢・かなえてください」 | テレビアニメ『おとぎストーリー 天使のしっぽ』関連曲                                   |
| 12月29日         | 天使のうたごえ vol.1 | キンギョのラン（田中理恵） | 「Siesta〜まどろみの午後〜」 | テレビアニメ『おとぎストーリー 天使のしっぽ』関連曲                                   |
| 2002年           | | | |                                                                                       |
| 8月7日           | ちょびっツ キャラクターソング・コレクション                                                                                 | ちぃ（田中理恵） | 「I hear you everywhere」 | テレビアニメ『ちょびっツ』挿入歌                                                      |
| 8月7日           | ちょびっツ キャラクターソング・コレクション                                                                                 | 本須和秀樹（杉田智和）、ちぃ（田中理恵） | 「かたことの恋（Duet Ver.）」 | テレビアニメ『ちょびっツ』第26話エンディングテーマ                                    |
| 9月4日           | あずまんが大王 キャラクターCD Vol.6 水原暦                                                                                  | 水原暦（田中理恵） | 「それぞれのOne way」 | テレビアニメ『あずまんが大王』関連曲                                                  |
| 9月4日           | あずまんが大王 キャラクターCD Vol.6 水原暦                                                                                  | 水原暦（田中理恵）、滝野智（樋口智恵子） | 「おいしいキミたち」 | テレビアニメ『あずまんが大王』関連曲                                                  |
| 10月2日          | ちょびっツ オリジナルサウンドトラック002                                                                                    | ROUND TABLE featuring ちぃ（田中理恵） | 「Let Me Be With You〜ちぃVer.〜」 | テレビアニメ『ちょびっツ』関連曲                                                      |
| 10月19日         | 円盤皇女ワるきゅーレ "たいせつなモノあげちゃいました!?" ソング・アルバム                                                    | 望月久代、田中理恵、西村ちなみ、千葉紗子 | 「セーブ♡」 | テレビアニメ『円盤皇女ワるきゅーレ』エンディングテーマ                                |
| 10月19日         | 円盤皇女ワるきゅーレ "たいせつなモノあげちゃいました!?" ソング・アルバム                                                    | 真田さん（田中理恵） | 「waku waku MAX」 | テレビアニメ『円盤皇女ワるきゅーレ』関連曲                                            |
| 10月23日         | ちょびっツ 絵本CD「だれもいない町」                                                                                         | ちぃ（田中理恵） | 「知らない空」 | テレビアニメ『ちょびっツ』イメージソング                                              |
| 11月21日         | 円盤皇女ワるきゅーレ ワルキューレ宇宙大歌劇                                                                                 | 真田さん（田中理恵）、侍女部隊 | 「侍女部隊隊歌」 | テレビアニメ『円盤皇女ワるきゅーレ』関連曲                                            |
| 11月21日         | 円盤皇女ワるきゅーレ ワルキューレ宇宙大歌劇                                                                                 | 時乃湯従業員一同 | 「カーテン・コール〜フィナーレよりも華やかな〜」                                                                                                | テレビアニメ『円盤皇女ワるきゅーレ』関連曲                                            |
| 12月4日          | 機動戦士ガンダムSEED ORIGINAL SOUNDTRACK 1                                                                                  | ラクス・クライン（田中理恵） | 「静かな夜に」 | テレビアニメ『機動戦士ガンダムSEED』挿入歌                                            |
| 12月25日         | あずまんが大王 ヴォーカルコレクション うたいましょ                                                                          | 美浜ちよ（金田朋子）、春日歩（松岡由貴）、滝野智（樋口智恵子）、水原暦（田中理恵） | 「つくりましょう！」 | テレビアニメ『あずまんが大王』関連曲                                                  |
| 2003年           | | | |                                                                                       |
| 5月21日          | 機動戦士ガンダムSEED SUIT CD vol.3 LACUS × HARO                                                                             | ラクス・クライン（田中理恵） | 「水の証」 | テレビアニメ『機動戦士ガンダムSEED』挿入歌                                            |
| 7月24日          | 宇宙学園ステルヴィア校 大歌謡祭                                                                                             | 片瀬志麻（野中藍）、音山光太（水島大宙）、アリサ・グレンノース（松岡由貴）、藤沢やよい（折笠富美子）、栢山晶（田中理恵）、ピエール・タキダ（上田祐司）、ジョイ・ジョーンズ（陶山章央）、小田原大（斎賀みつき）、風祭りんな（広橋涼） | 「宇宙学園ステルヴィア校 校歌」 | テレビアニメ『宇宙のステルヴィア』関連曲                                              |
| 7月24日          | 宇宙学園ステルヴィア校 大歌謡祭                                                                                             | 藤沢やよい（折笠富美子）、栢山晶（田中理恵） | 「君にめぐり会えたから」 | テレビアニメ『宇宙のステルヴィア』関連曲                                              |
| 11月19日         | 円盤皇女ワるきゅーレ 十二月の夜想曲 キャラクターシングル 真田さん                                                           | 真田さん（田中理恵） | 「あなたの涙をいただくわ！」 「あなたの涙をいただくわ！（休日はレゲエで party mix）」                                                           | テレビアニメ『円盤皇女ワるきゅーレ 十二月の夜想曲』関連曲                             |
| 12月17日         | 円盤皇女ワるきゅーレ 十二月の夜想曲 大宇宙的音楽集                                                                          | 望月久代、田中理恵、西村ちなみ、千葉紗子 | 「マーブル」 | テレビアニメ『円盤皇女ワるきゅーレ 十二月の夜想曲』エンディングテーマ                 |
| 2004年           | | | |                                                                                       |
| 5月21日          | Voice of heart | マリエル（田中理恵） | 「Voice of heart」 | テレビアニメ『花右京メイド隊 La Verite』オープニングテーマ                            |
| 5月28日          | REMASTER TRACK ROCKMAN ZERO Idea                                                                                            | シエル（田中理恵） | 「L'oiseau du bonheur」 | ゲーム『ロックマンゼロ2』関連曲                                                       |
| 6月23日          | Rune Princess Vocal Album                                                                                                   | フロランス・ジェモニーナ（田中理恵） | 「フリルな気分」 | 読者参加企画『ルーンプリンセス』関連曲                                                |
| 8月21日          | 爆裂天使 SUIT CD“使”Sei-19                                                                                                  | セイ（田中理恵） | 「Breathe」 | テレビアニメ『爆裂天使』関連曲                                                        |
| 12月15日         | 花右京メイド隊 サウンドトラック with 花右京メイド隊 II                                                                      | 花右京メイド隊 | 「懺悔のじかん」 | OVA『DVDシングルアニメーション 花右京メイド隊』エンディングテーマ                     |
| 12月16日         | 機動戦士ガンダムSEED DESTINY ORIGINAL SOUNDTRACK 1                                                                          | ラクス・クライン（田中理恵） | 「Fields of hope」 | テレビアニメ『機動戦士ガンダムSEED DESTINY』挿入歌                                    |
| 2005年           | | | |                                                                                       |
| 6月15日          | リングにかけろ1 キャラクター・ソングス                                                                                      | 高嶺菊（田中理恵） | 「名も無き野の花 〜fulfill your dream〜」 | テレビアニメ『リングにかけろ』イメージソング                                          |
| 8月24日          | ふたりはプリキュア Max Heart キャラクター・ミニアルバム 九条ひかり/シャイニールミナス                                       | 九条ひかり（田中理恵） | 「わたしは光」 「Sunset☆realise」 | テレビアニメ『ふたりはプリキュア Max Heart』関連曲                                    |
| 9月22日          | 機動戦士ガンダムSEED DESTINY SUIT CD vol.8 LACUS CLYNE × MEER CAMPBELL                                                      | ミーア・キャンベル（田中理恵） | 「Quiet Night C.E.73」 「EMOTION」 | テレビアニメ『機動戦士ガンダムSEED DESTINY』挿入歌                                    |
| 9月30日          | REMASTERED TRACKS ROCKMAN ZERO Physis                                                                                       | シエル（田中理恵） | 「Freesia」 | ゲーム『ロックマンゼロ4』イメージソング                                               |
| 10月21日         | ふたりはプリキュア MaxHeart Vocalアルバム EXTREME VOCAL LUMINARIO!! 〜同じ夢見て〜                                          | 美墨なぎさ（本名陽子）、雪城ほのか（ゆかな）、九条ひかり（田中理恵） | 「Max HeartでGO GO GO!!」 | テレビアニメ『ふたりはプリキュア Max Heart』関連曲                                    |
| 12月22日         | ふたりはプリキュアMax♡Heart VocalアルバムⅡ 〜｢あ｣から始まる愛コトバ〜                                                       | 九条ひかり（田中理恵） | 「〜To be continued〜」 | テレビアニメ『ふたりはプリキュア Max Heart』関連曲                                    |
| 2006年           | | | |                                                                                       |
| 5月25日          | ふたりはプリキュア MaxHeart ボーカルベスト!!                                                                                | 九条ひかり（田中理恵） | 「ありがとう」 | テレビアニメ『ふたりはプリキュア Max Heart』関連曲                                    |
| 9月29日          | キミキス キャラクターソングCD vol.2「二見瑛理子＆祇条深月」                                                                 | 二見瑛理子（田中理恵） | 「Feeling Of Love」 | ゲーム『キミキス』関連曲                                                              |
| 2007年           | | | |                                                                                       |
| 5月16日          | PACHISLOT リングにかけろ1 オリジナル・サウンドトラック                                                                      | 高嶺菊（田中理恵） | 「明日への闘志 〜菊バージョン〜」 | ゲーム『リングにかけろ1』関連曲                                                       |
| 5月25日          | 「ハヤテのごとく!」キャラクターCD2 マリア                                                                                   | マリア（田中理恵） | 「エプ・ロマネスク」 「かくれんぼ」 | テレビアニメ『ハヤテのごとく!』関連曲                                                 |
| 5月25日          | 少年陰陽師 キャラクターソング 花鳥風月〜白夜〜                                                                              | 天一（田中理恵） | 「あなたの腕に抱かれたら」 | テレビアニメ『少年陰陽師』関連曲                                                      |
| 5月25日          | 少年陰陽師 キャラクターソング 風雅に響く詩を聴け 冬                                                                         | 朱雀（鈴村健一）、天一（田中理恵） | 「山振」 | テレビアニメ『少年陰陽師』関連曲                                                      |
| 2008年           | | | |                                                                                       |
| 3月21日          | 「ハヤテのごとく!」キャラクターCD 12 白皇学院生徒会長―マリア・桂ヒナギク starring 田中理恵・伊藤静                          | マリア（田中理恵） | 「完全無休、笑顔です」 | テレビアニメ『ハヤテのごとく!』関連曲                                                 |
| 4月23日          | キミキス pure rouge キャラクターソングアルバム                                                                              | 二見瑛理子（田中理恵） | 「LOVE:no reason」 「輝日南高校校歌（IQ190 ver.）」                                                                                             | テレビアニメ『キミキス pure rouge』関連曲                                             |
| 8月22日          | キミキス pure rouge DVD第9巻初回封入特典特製キャラクターCD「二見瑛理子編」                                                  | 二見瑛理子（田中理恵） | 「青空loop（二見瑛理子ver.）」 | テレビアニメ『キミキス pure rouge』関連曲                                             |
| 10月8日          | ストライクウィッチーズ エンディング・テーマ コンプリート・コレクション                                                      | ミーナ・ディートリンデ・ヴィルケ（田中理恵）、坂本美緒（千葉紗子） | 「ブックマーク ア・ヘッド」 | テレビアニメ『ストライクウィッチーズ』エンディングテーマ                              |
| 10月8日          | ストライクウィッチーズ エンディング・テーマ コンプリート・コレクション                                                      | 宮藤芳佳（福圓美里）、ミーナ・ディートリンデ・ヴィルケ（田中理恵） | 「ブックマーク ア・ヘッド」 | テレビアニメ『ストライクウィッチーズ』エンディングテーマ                              |
| 10月8日          | ストライクウィッチーズ エンディング・テーマ コンプリート・コレクション                                                      | 宮藤芳佳（福圓美里）、坂本美緒（千葉紗子）、リネット・ビショップ（名塚佳織）、ペリーヌ・クロステルマン（沢城みゆき）、ミーナ・ディートリンデ・ヴィルケ（田中理恵）、ゲルトルート・バルクホルン（園崎未恵）、エーリカ・ハルトマン（野川さくら）、フランチェスカ・ルッキーニ（斎藤千和）、シャーロット・E・イェーガー（小清水亜美）、サーニャ・V・リトヴャク（門脇舞以）、エイラ・イルマタル・ユーティライネン（仲井絵里香）                                 | 「ブックマーク ア・ヘッド」 | テレビアニメ『ストライクウィッチーズ』エンディングテーマ                              |
| 10月8日          | ストライクウィッチーズ エンディング・テーマ コンプリート・コレクション                                                      | ミーナ・ディートリンデ・ヴィルケ（田中理恵） | 「リリー・マルレーン」 | テレビアニメ『ストライクウィッチーズ』挿入歌                                          |
| 10月29日         | Memories Off 6〜T-wave〜 PERSONAL COLLECTION 4 鈴代黎音                                                                     | 鈴代黎音（田中理恵） | 「Rainbow Highway」 | ゲーム『メモリーズオフ6 〜T-wave〜』鈴代黎音エンディングテーマ                        |
| 11月26日         | あかね色に染まる坂 キャラクターソング 椎名観月                                                                              | 椎名観月（田中理恵） | 「Make a miracle!」 「chu.chu.ru.の約束」 | テレビアニメ『あかね色に染まる坂』エンディングテーマ                                  |
| 2009年           | | | |                                                                                       |
| 4月1日           | ストライクウィッチーズ 秘め歌コレクション3 ミーナ・ディートリンデ・ヴィルケ&エーリカ・ハルトマン&ゲルトルート・バルクホルン | ミーナ・ディートリンデ・ヴィルケ（田中理恵） | 「時」 「ブックマーク ア・ヘッド」 | テレビアニメ『ストライクウィッチーズ』関連曲                                          |
| 4月1日           | ストライクウィッチーズ 秘め歌コレクション3 ミーナ・ディートリンデ・ヴィルケ&エーリカ・ハルトマン&ゲルトルート・バルクホルン | ミーナ・ディートリンデ・ヴィルケ（田中理恵）、エーリカ・ハルトマン（野川さくら）、ゲルトルート・バルクホルン（園崎未恵） | 「ダンケシェン・ウィッチーズ」 「勝利せよ！ウィッチーズ」                                                                                       | テレビアニメ『ストライクウィッチーズ』関連曲                                          |
| 4月30日          | とらドラ! キャラクターソングアルバム                                                                                        | 恋ヶ窪ゆり（田中理恵） | 「TANPOPO」 | テレビアニメ『とらドラ!』関連曲                                                       |
| 5月6日           | ハヤテのごとく! キャラクターカバーCD                                                                                        | マリア（田中理恵） | 「悲しみよこんにちは」 | テレビアニメ『ハヤテのごとく!』関連曲                                                 |
| 6月24日          | 初恋限定。 Character File Vol.2                                                                                             | 山本岬（田中理恵） | 「移りゆく季節を乗り越えて」 | テレビアニメ『初恋限定。』関連曲                                                      |
| 7月22日          | 「ハヤテのごとく!!」キャラクターCD 2nd series 03 マリア starring 田中理恵                                                   | マリア（田中理恵） | 「ROUTINE?」 「紅茶のワルツ」 | テレビアニメ『ハヤテのごとく!!』関連曲                                                |
| 8月1日           | やさしい時間の中で | サミィ（田中理恵） | 「やさしい時間の中で」 | Webアニメ『イヴの時間』エンディングテーマ                                             |
| 2010年           | | | |                                                                                       |
| 5月24日          | ストライクウィッチーズ あなたとできること                                                                                   | ミーナ・ディートリンデ・ヴィルケ（田中理恵） | 「願いの灯」 | ゲームソフト『ストライクウィッチーズ』関連曲                                          |
| 8月25日          | クイーンズブレイド 美しき闘士たち「信義!エリナ揺るぎなき絆」【初回生産特典CD】                                              | エリナ（水橋かおり）、レイナ（川澄綾子）、アイリ（伊藤かな恵）、アレイン（喜多村英梨）、イルマ（鹿野優以）、エキドナ（甲斐田ゆき）、カトレア（柚木涼香）、クローデット（田中敦子）、シズカ（生天目仁美）、ナナエル（平野綾）、セトラ（立木文彦）、トモエ（能登麻美子）、ニクス（田中理恵）、ノワ（高橋美佳子）、メルファ（大原さやか）、ユーミル（齋藤彩夏）、メローナ＆ラナ（釘宮理恵）、リスティ（甲斐田裕子）、アルドラ（竹内美優）、メナス（後藤邑子） | 「美闘士カーニバル〜たおれる時は前向きに〜 cheio:full」                                                                                         | OVA『クイーンズブレイド 美しき闘士たち』エンディングテーマ                            |
| 8月25日          | クイーンズブレイド 美しき闘士たち「信義!エリナ揺るぎなき絆」【初回生産特典CD】                                              | エリナ（水橋かおり）、レイナ（川澄綾子）、アイリ（伊藤かな恵）、アレイン（喜多村英梨）、イルマ（鹿野優以）、エキドナ（甲斐田ゆき）、カトレア（柚木涼香）、クローデット（田中敦子）、シズカ（生天目仁美）、セトラ（立木文彦）、トモエ（能登麻美子）、ニクス（田中理恵）、ノワ（高橋美佳子）、メルファ（大原さやか）、ユーミル（齋藤彩夏）、ラナ（釘宮理恵）、リスティ（甲斐田裕子）                                                                         | 「美闘士カーニバル〜たおれる時は前向きに〜 um:1」                                                                                               | OVA『クイーンズブレイド 美しき闘士たち』第1話エンディングテーマ                       |
| 9月22日          | クイーンズブレイド 美しき闘士たち「愛惜!アレイン千年の別れ」【初回生産特典CD】                                              | アレイン（喜多村英梨）、ノワ（高橋美佳子）、ニクス（田中理恵）、アイリ（伊藤かな恵）、イルマ（鹿野優以）、エキドナ（甲斐田ゆき）、エリナ（水橋かおり）、カトレア（柚木涼香）、クローデット（田中敦子）、シズカ（生天目仁美）、セトラ（立木文彦）、トモエ（能登麻美子）、メルファ（大原さやか）、ユーミル（齋藤彩夏）、ラナ（釘宮理恵）、リスティ（甲斐田裕子）、レイナ（川澄綾子）                                                                         | 「美闘士カーニバル〜たおれる時は前向きに〜 dois:2」                                                                                             | OVA『クイーンズブレイド 美しき闘士たち』第2話エンディングテーマ                       |
| 10月20日         | Over Sky | ミーナ・ディートリンデ・ヴィルケ（田中理恵）、エーリカ・ハルトマン（野川さくら）、ゲルトルート・バルクホルン（園崎未恵） | 「Over Sky」 | テレビアニメ『ストライクウィッチーズ2』エンディングテーマ                             |
| 10月20日         | Over Sky | 坂本美緒（世戸さおり）、ミーナ・ディートリンデ・ヴィルケ（田中理恵） | 「Over Sky」 | テレビアニメ『ストライクウィッチーズ2』エンディングテーマ                             |
| 10月20日         | Over Sky | 宮藤芳佳（福圓美里）、坂本美緒（世戸さおり）、ミーナ・ディートリンデ・ヴィルケ（田中理恵）、ペリーヌ・クロステルマン（沢城みゆき）、リネット・ビショップ（名塚佳織）、エーリカ・ハルトマン（野川さくら）、ゲルトルート・バルクホルン（園崎未恵）、フランチェスカ・ルッキーニ（斎藤千和）、シャーロット・E・イェーガー（小清水亜美）、サーニャ・V・リトヴャク（門脇舞以）、エイラ・イルマタル・ユーティライネン（大橋歩夕）                                 | 「Over Sky」 | テレビアニメ『ストライクウィッチーズ2』エンディングテーマ                             |
| 10月22日         | クイーンズブレイド 美しき闘士たち「憂鬱!アイリの二心」【初回生産特典CD】                                                    | アイリ（伊藤かな恵）、メローナ＆ラナ（釘宮理恵）、メルファ（大原さやか）、アレイン（喜多村英梨）、イルマ（鹿野優以）、エキドナ（甲斐田ゆき）、エリナ（水橋かおり）、カトレア（柚木涼香）、クローデット（田中敦子）、シズカ（生天目仁美）、セトラ（立木文彦）、トモエ（能登麻美子）、ニクス（田中理恵）、ノワ（高橋美佳子）、ユーミル（齋藤彩夏）、リスティ（甲斐田裕子）、レイナ（川澄綾子）                                                               | 「美闘士カーニバル〜たおれる時は前向きに〜 tres:3」                                                                                             | OVA『クイーンズブレイド 美しき闘士たち』第3話エンディングテーマ                       |
| 11月24日         | cosmic cuune | シェリル・ノーム starring May'n、ランカ・リー（中島愛）、frontier stars | 「Merry Christmas without You」 | 劇場版アニメ『劇場版 マクロスF 恋離飛翼〜サヨナラノツバサ〜』関連曲                   |
| 2011年           | | | |                                                                                       |
| 1月26日          | ドラマCD じゃなイカ? | 相沢千鶴（田中理恵） | 「海老は泪か溜息か」 | テレビアニメ『侵略!イカ娘』関連曲                                                     |
| 4月6日           | 映画プリキュアオールスターズDX3 未来にとどけ! 世界をつなぐ☆虹色の花 オリジナル・サウンドトラック                            | キュアレインボーズ with プリキュアオールスターズ21 | 「ありがとうがいっぱい」 | 映画『プリキュアオールスターズDX3』エンディングテーマ                                 |
| 4月6日           | 映画プリキュアオールスターズDX3 主題歌                                                                                      | キュアレインボーズ with プリキュアオールスターズ21 | 「ありがとうがいっぱい」 | 映画『プリキュアオールスターズDX3』エンディングテーマ                                 |
| 9月21日          | ハヤテのごとく! キャラクターCD COLLECTION / 綾崎ハヤテ & 三千院ナギ                                                         | 綾崎ハヤテ（白石涼子）、三千院ナギ（釘宮理恵）、マリア（田中理恵）、桂ヒナギク（伊藤静） | 「白皇学院校歌」 | テレビアニメ『ハヤテのごとく!』関連曲                                                 |
| 9月21日          | ハヤテのごとく! キャラクターCD COLLECTION / 三千院ナギ & マリア                                                             | マリア（田中理恵） | 「エプ・ロマネスク」 「かくれんぼ」 「ROUTINE?」 「紅茶のワルツ」                                                                               | テレビアニメ『ハヤテのごとく!』関連曲                                                 |
| 9月21日          | ハヤテのごとく! キャラクターCD COLLECTION / 三千院ナギ & マリア                                                             | マリア（田中理恵）、綾崎ハヤテ（白石涼子） | 「夢の中でもそばにいる」 | テレビアニメ『ハヤテのごとく!』関連曲                                                 |
| 9月21日          | ハヤテのごとく! キャラクターCD COLLECTION / 三千院ナギ & マリア                                                             | 三千院ナギ（釘宮理恵）、マリア（田中理恵） | 「AFTER 0:00」 | テレビアニメ『ハヤテのごとく!』関連曲                                                 |
| 9月21日          | ハヤテのごとく! キャラクターCD COLLECTION / 三千院ナギ & マリア                                                             | HAYATE's COMBAT FRIENDS | 「ピeeeeeeeeeeeeeス! 〜ひつじの手もかりたい〜」                                                                                                 | テレビアニメ『ハヤテのごとく!』関連曲                                                 |
| 10月26日         | DOG DAYS ドラマBOX vol.2 | ゴドウィン（若本規夫）、エリーナ（田中理恵） | 「孤独の終わり」 |                                                                                       |
| 12月28日         | マケン姫っ! 全エンディングっ!                                                                                               | ミディア・デミトラ（田中理恵）、ヤン・ミン（明坂聡美） | 「Baby!Baby!」 | テレビアニメ『マケン姫っ!』第7話エンディングテーマ                                    |
| 12月28日         | マケン姫っ! 全エンディングっ!                                                                                               | シリア大塚（伊瀬茉莉也）、ミディア・デミトラ（田中理恵） | 「Baby!Baby!」 | テレビアニメ『マケン姫っ!』第8話エンディングテーマ                                    |
| 2012年           | | | |                                                                                       |
| 2月22日          | あんなに一緒だったのに〜ReTracks                                                                                            | ラクス・クライン（田中理恵） | 「静かな夜に〜ReTracks」 | テレビアニメ『機動戦士ガンダムSEED』挿入歌                                            |
| 3月21日          | ストライクウィッチーズ劇場版 オリジナル・サウンドトラック                                                                   | 石田燿子＆第501統合戦闘航空団with服部静夏（内田彩） | 「約束の空へ〜私のいた場所〜」 | 劇場版アニメ『ストライクウィッチーズ 劇場版』主題歌                                   |
| 4月18日          | ストライクウィッチーズ 劇場版 主題歌COLLECTION                                                                              | ミーナ・ディートリンデ・ヴィルケ（田中理恵） | 「約束の空へ〜私のいた場所〜 Type-ミーナ・ディートリンデ・ヴィルケ」                                                                            | 劇場版アニメ『ストライクウィッチーズ 劇場版』関連曲                                   |
| 5月23日          | 超次元ゲイム ネプテューヌ デュエットシスターズソングVol.1 ネプテューヌ×ネプギア                                             | ネプテューヌ（田中理恵）、ネプギア（堀江由衣） | 「スマイル・スパイラル」 | ゲーム『超次元ゲイム ネプテューヌ』関連曲                                             |
| 5月23日          | 超次元ゲイム ネプテューヌ デュエットシスターズソングVol.1 ネプテューヌ×ネプギア                                             | ネプテューヌ（田中理恵） | 「Lady Cool -パープルハート」 | ゲーム『超次元ゲイム ネプテューヌ』関連曲                                             |
| 9月19日          | 暁の車〜ReTracks/水の証〜ReTracks                                                                                           | ラクス・クライン（田中理恵） | 「水の証〜ReTracks」 | テレビアニメ『機動戦士ガンダムSEED』挿入歌                                            |
| 12月26日         | 超次元ゲイム ネプテューヌ 守護女神Vol.1 ネプテューヌ×パープルハート                                                         | ネプテューヌ（田中理恵） | 「Fly High!」 | ゲーム『超次元ゲイム ネプテューヌ』関連曲                                             |
| 12月26日         | 超次元ゲイム ネプテューヌ 守護女神Vol.1 ネプテューヌ×パープルハート                                                         | パープルハート（田中理恵） | 「Purple Energy」 | ゲーム『超次元ゲイム ネプテューヌ』関連曲                                             |
| 2013年           | | | |                                                                                       |
| 5月8日           | CAN'T TAKE MY EYES OFF YOU                                                                                                  | マリア（田中理恵） | 「約束」 | テレビアニメ『ハヤテのごとく! CAN'T TAKE MY EYES OFF YOU』関連曲                      |
| 5月8日           | CAN'T TAKE MY EYES OFF YOU                                                                                                  | 三千院ナギ（釘宮理恵）、マリア（田中理恵） | 「AFTER 0:00」 | テレビアニメ『ハヤテのごとく! CAN'T TAKE MY EYES OFF YOU』関連曲                      |
| 5月8日           | CAN'T TAKE MY EYES OFF YOU                                                                                                  | 綾崎ハヤテ（白石涼子）、三千院ナギ（釘宮理恵）、マリア（田中理恵） | 「Invitation〜君といる場所で〜」 | テレビアニメ『ハヤテのごとく! CAN'T TAKE MY EYES OFF YOU』関連曲                      |
| 6月              | くるくるぱちんこ「新EX麻雀2」今度は変身しちゃうんだから! Vocal collection                                                   | 青龍転身香蓮（田中理恵） | 「虹を渡る君に」 | パチンコ『くるくるぱちんこ「新EX麻雀2」今度は変身しちゃうんだから!』関連曲            |
| 6月26日          | 神次元アイドル ネプテューヌPP Complete Bundle Processor vol.1 ネプテューヌ×パープルハート                                   | ネプテューヌ×パープルハート（田中理恵） | 「Fly High!（idol dance ver）」 「with confidence（idol dance ver）」 「HP∞L♡VE Power（idol dance ver）」 「Dear… every day（idol dance ver）」 | ゲーム『神次元アイドル ネプテューヌPP』関連曲                                         |
| 7月24日          | Quiet Night C.E.73〜ReTracks                                                                                                | ミーア・キャンベル（田中理恵） | 「Quiet Night C.E.73〜ReTracks」 「EMOTION〜ReTracks」                                                                                          | テレビアニメ『機動戦士ガンダムSEED DESTINY』挿入歌                                    |
| 7月24日          | Quiet Night C.E.73〜ReTracks                                                                                                | ラクス・クライン（田中理恵） | 「Fields of hope〜ReTracks」 | テレビアニメ『機動戦士ガンダムSEED DESTINY』挿入歌                                    |
| 10月2日          | ストライクウィッチーズ 劇場版 秘め歌コレクション3                                                                           | ミーナ・ディートリンデ・ヴィルケ（田中理恵）、エーリカ・ハルトマン（野川さくら）、ゲルトルート・バルクホルン（園崎未恵） | 「完全燃焼☆アイン!ツヴァイ!ドライ!」 「エーリカ」 「約束の空へ〜私のいた場所〜」                                                                | 劇場版アニメ『ストライクウィッチーズ 劇場版』関連曲                                   |
| 10月2日          | ストライクウィッチーズ 劇場版 秘め歌コレクション3                                                                           | ミーナ・ディートリンデ・ヴィルケ（田中理恵） | 「WENN」 | 劇場版アニメ『ストライクウィッチーズ 劇場版』関連曲                                   |
| 2014年           | | | |                                                                                       |
| 3月26日          | マクロス30周年記念 超時空デュエット集 娘コラ×                                                                               | ジェフリー・ワイルダー（大川透）、モニカ・ラング（田中理恵） | 「宇宙夫婦船」 | テレビアニメ『マクロスF』関連曲                                                       |
| 2015年           | | | |                                                                                       |
| 1月28日          | 「ストライクウィッチーズ Operation Victory Arrow vol.1 サン・トロンの雷鳴」秘め歌コレクション                               | エーリカ・ハルトマン（野川さくら）、ミーナ・ディートリンデ・ヴィルケ（田中理恵）、ゲルトルート・バルクホルン（園崎未恵） | 「Fly away」 | OVA『ストライクウィッチーズ Operation Victory Arrow vol.1』エンディングテーマ         |
| 1月28日          | 「ストライクウィッチーズ Operation Victory Arrow vol.1 サン・トロンの雷鳴」秘め歌コレクション                               | エーリカ・ハルトマン（野川さくら）、ミーナ・ディートリンデ・ヴィルケ（田中理恵）、ゲルトルート・バルクホルン（園崎未恵） | 「もっと強く、もっと速く」 | OVA『ストライクウィッチーズ Operation Victory Arrow vol.1』関連曲                     |
| 1月28日          | 「ストライクウィッチーズ Operation Victory Arrow vol.1 サン・トロンの雷鳴」秘め歌コレクション                               | ミーナ・ディートリンデ・ヴィルケ（田中理恵） | 「風のキズナ」 | OVA『ストライクウィッチーズ Operation Victory Arrow vol.1』関連曲                     |
| 4月23日          | PS4ソフト「新次元ゲイム ネプテューヌVII」Dream Edition DG-ROM                                                               | ネプテューヌ（田中理恵）、ノワール（今井麻美）、ブラン（阿澄佳奈）、ベール（佐藤利奈） | 「猛争4ちゅーん」 | ゲーム『新次元ゲイム ネプテューヌVII』超次元篇オープニングテーマ                      |
| 4月23日          | PS4ソフト「新次元ゲイム ネプテューヌVII」Dream Edition DG-ROM                                                               | オレンジハート（本多真梨子）、ネプテューヌ（田中理恵） | 「妄想Katharsis」 | ゲーム『新次元ゲイム ネプテューヌVII』心次元篇オープニングテーマ                      |
| 2016年           | | | |                                                                                       |
| 5月1日           | ストライクウィッチーズ 秘め歌コンプリートBOX STRIKE WITCHES                                                                 | 宮藤芳佳（福圓美里）、坂本美緒（世戸さおり）、リネット・ビショップ（名塚佳織）、ペリーヌ・クロステルマン（沢城みゆき）、ミーナ・ディートリンデ・ヴィルケ（田中理恵）、ゲルトルート・バルクホルン（園崎未恵）、エーリカ・ハルトマン（野川さくら）、フランチェスカ・ルッキーニ（斎藤千和）、シャーロット・E・イェーガー（小清水亜美）、サーニャ・V・リトヴャク（門脇舞以）、エイラ・イルマタル・ユーティライネン（大橋歩夕）                                 | 「Going up」 | 『ストライクウィッチーズ』関連曲                                                      |
| 5月1日           | ストライクウィッチーズ 秘め歌コンプリートBOX STRIKE WITCHES                                                                 | ミーナ・ディートリンデ・ヴィルケ（田中理恵） | 「Going up」 | 『ストライクウィッチーズ』関連曲                                                      |
| 2017年           | | | |                                                                                       |
| 6月21日          | ガールズ&パンツァー キャラクターソングアルバム「わたしたちも音楽道、はじめました！」                                        | 西住まほ（田中理恵） | 「Mein Weg und Dein Weg〜私の道、お前の道」 | テレビアニメ『ガールズ&パンツァー』関連曲                                             |
| 2019年           | | | |                                                                                       |
| 1月9日           | ワールドウィッチーズ 10th ANNIVERSARY 秘め歌コレクション特別版 Vol.3 西ヨーロッパ篇                                         | ミーナ・ディートリンデ・ヴィルケ（田中理恵）、リネット・ビショップ（名塚佳織） | 「Fly up so high」 | 『ワールドウィッチーズ』関連曲                                                        |
| 1月9日           | ワールドウィッチーズ 10th ANNIVERSARY 秘め歌コレクション特別版 Vol.3 西ヨーロッパ篇                                         | リネット・ビショップ（名塚佳織） with ミーナ・ディートリンデ・ヴィルケ（田中理恵） | 「Fly up so high」 | 『ワールドウィッチーズ』関連曲                                                        |
| 1月9日           | ワールドウィッチーズ 10th ANNIVERSARY 秘め歌コレクション特別版 Vol.3 西ヨーロッパ篇                                         | ミーナ・ディートリンデ・ヴィルケ（田中理恵） with リネット・ビショップ（名塚佳織）、ロザリー・ド・エムリコート・ド・グリュンネ（野水伊織） | 「Stronger!」 | 『ワールドウィッチーズ』関連曲                                                        |
| 6月26日          | TVアニメ「ストライクウィッチーズ 501部隊発進しますっ！」エンディング・テーマ・コレクション                                  | ミーナ・ディートリンデ・ヴィルケ（田中理恵） | 「Treasure of life #3」 | テレビアニメ『ストライクウィッチーズ 501部隊発進しますっ！』エンディングテーマ        |
| 6月26日          | TVアニメ「ストライクウィッチーズ 501部隊発進しますっ！」エンディング・テーマ・コレクション                                  | 第501統合戦闘航空団 | 「Treasure of life #12」 | テレビアニメ『ストライクウィッチーズ 501部隊発進しますっ！』エンディングテーマ        |
| 10月2日          | ストライクウィッチーズ劇場版 501部隊発進しますっ！ ミュージック・コレクション                                               | 第501統合戦闘航空団、服部静夏（内田彩） | 「Treasure of life」 | 劇場版アニメ『ストライクウィッチーズ 劇場版 501部隊発進しますっ！』エンディングテーマ |
| 10月2日          | ストライクウィッチーズ劇場版 501部隊発進しますっ！ ミュージック・コレクション                                               | 第501統合戦闘航空団 | 「Fly up so high」 | 劇場版アニメ『ストライクウィッチーズ 劇場版 501部隊発進しますっ！』関連曲             |
| 2021年           | | | |                                                                                       |
| 1月13日          | ストライクウィッチーズ 第501統合戦闘航空団歌唱集-ミーナ・ディートリンデ・ヴィルケ中佐-                                      | ミーナ・ディートリンデ・ヴィルケ（田中理恵） | 「Ding-Dong Diary」 「Over Sky」 | テレビアニメ『ストライクウィッチーズ ROAD to BERLIN』関連曲                           |
| 1月13日          | ストライクウィッチーズ 第501統合戦闘航空団歌唱集-ミーナ・ディートリンデ・ヴィルケ中佐-                                      | ミーナ・ディートリンデ・ヴィルケ（田中理恵） | 「君の翼に憧れて」 | テレビアニメ『ストライクウィッチーズ ROAD to BERLIN』エンディングテーマ               |
| 3月31日          | ワールドウィッチーズ発進しますっ！ 第501統合戦闘航空団発進しますっ！                                                        | 坂本美緒（世戸さおり）、ミーナ・ディートリンデ・ヴィルケ（田中理恵） | 「カラフルエブリデイ」 | テレビアニメ『ワールドウィッチーズ発進しますっ！』エンディングテーマ                  |
| 3月31日          | ワールドウィッチーズ発進しますっ！ 第501統合戦闘航空団発進しますっ！                                                        | 第501統合戦闘航空団 | 「カラフルエブリデイ」 | テレビアニメ『ワールドウィッチーズ発進しますっ！』エンディングテーマ                  |
| 9月16日          | 閃乱忍忍忍者大戦ネプテューヌ -少女達の響艶- ねぷねぷシノビ萌絵箱 特典サウンドトラックCD                                     | パープルハート（田中理恵）、飛鳥（原田ひとみ）、ユウキ（伊藤美来） | 「乳桃瞑想音頭」 | ゲーム『閃乱忍忍忍者大戦ネプテューヌ -少女達の響艶-』挿入歌                           |
| 2022年           | | | |                                                                                       |
| 2月16日          | パチンコ・パチスロ『ガールズ&パンツァー 劇場版』ボーカルミニアルバム「音楽道、まだまだ邁進中です!!!」                       | 西住みほ（渕上舞）、西住まほ（田中理恵）、ダージリン（喜多村英梨）、ケイ（川澄綾子）、アンチョビ（吉岡麻耶）、カチューシャ（金元寿子）、西絹代（瀬戸麻沙美）、ミカ（能登麻美子） | 「ブレイブハーツ・アッセンブル」 | パチンコ・パチスロ『ガールズ&パンツァー 劇場版』関連曲                                |
| 2月16日          | パチンコ・パチスロ『ガールズ&パンツァー 劇場版』ボーカルミニアルバム「音楽道、まだまだ邁進中です!!!」                       | 西住みほ（渕上舞）、西住まほ（田中理恵） | 「piece of youth 西住流」 | パチンコ・パチスロ『ガールズ&パンツァー 劇場版』関連曲                                |
| 2023年           | | | |                                                                                       |
| 8月3日           | 第五人格周年記念サウンドトラック (トゥルース&リーズニング編)                                                                | 血の女王（田中理恵） | 「Bella Donna! Bella Donna! (日本語 Ver.)」 「Bella Donna! Bella Donna! (英語 Ver.)」                                                           | ゲームアプリ『IdentityV 第五人格』2周年テーマソング                                   |
| 9月27日          | TVアニメ「ガールズ＆パンツァー」10周年ベストアルバム                                                                        | 西住みほ（渕上舞）、ダージリン（喜多村英梨）、ケイ（川澄綾子）、アンチョビ（吉岡麻耶）、カチューシャ（金元寿子）、西住まほ（田中理恵） | 「Enter Enter MISSION! 第63回戦車道全国高校生大会ver.」                                                                                         | テレビアニメ『ガールズ&パンツァー』関連曲                                             |
| 12月21日         | ゲーム「レヱル・ロマネスクOrigin」+アニメ「レヱル・ロマネスク」ボーカルコレクション                                         | かにこ（田中理恵） | 「Snow Ephemeral」 | テレビアニメ『レヱル・ロマネスク』関連曲                                              |
| 2025年           | | | |                                                                                       |
| 10月22日         | メメントモリ Lament Collection Vol.3 〜Witches of Qlipha〜                                                                  | 「Ⅷ. THE FIRE」 | ヴァルリーデ（田中理恵） | ゲーム『メメントモリ』関連曲                                                          |

### 未音源化楽曲
| 時期      | 楽曲              | 歌 | 備考                                           |
| --------- | ----------------- | --- | ---------------------------------------------- |
| 2020年7月 | 「Taste of home」 | キアナ・カスラナ（釘宮理恵）、雷電芽衣（沢城みゆき）、ブローニャ・ザイチク（阿澄佳奈）、無量塔姫子（田中理恵） | テレビアニメ『戦乙女の食卓』オープニングテーマ |

### 作詞
- ココロ（2010年）

## グラビア・刊行物

### 写真集
- 彩リエ（2009年5月28日、学習研究社、撮影：川田洋司）ISBN 978-4-05-404131-8
- 彩リエ2ndだよっ!!（2010年10月6日、学習研究社、撮影：川田洋司）ISBN 978-4-05-404628-3
- 彩リエ〜Final〜（2013年2月12日、学研マーケティング、撮影：川田洋司）ISBN 978-4-05-405575-9
- 美彩（2019年12月23日、コスミック出版、撮影：尾形正茂）ISBN 978-4-7747-9197-5

### カレンダー
- 田中理恵 2011年 カレンダー

### 刊行物
- 『ドラマ秘宝vol.1』小明（あかり）との対談収録、洋泉社、2015年11月9日発売[243]